# Рублёв, Андрей Андреевич
Андре́й Андре́евич Рублёв (род. 20 октября 1997, Москва) — российский теннисист. Олимпийский чемпион 2020 года в миксте (в паре с Анастасией Павлюченковой); победитель 21 турнира ATP (из них 17 в одиночном разряде); обладатель Кубка Дэвиса 2021 года и Кубка ATP 2021 года в составе сборной России; финалист Итогового турнира ATP среди теннисистов не старше 21 года (2017). Заслуженный мастер спорта России (2021).
В юниорах — победитель одного юниорского турнира Большого шлема в одиночном разряде (Открытый чемпионат Франции-2014); финалист одного юниорского турнира Большого шлема в парном разряде (Уимблдон-2014); финалист парного турнира Orange Bowl (2013); призёр юношеской Олимпиады (2014); бывшая первая ракетка мира в юниорском рейтинге.

## Общая информация
Родился в спортивной семье. Его отец Андрей Рублёв — старший — бывший профессиональный боксёр. Оставив спорт, он занялся бизнесом и сейчас владеет сетью ресторанов в Москве. Мать — Марина Марьенко, тренер по теннису, ранее работала с Анной Курниковой, Дарьей Гавриловой и Ириной Хромачёвой. Именно она привела Андрея в теннис в три года. Его сестра Анна-Арина Марьенко, мастер спорта по теннису, и сейчас занимается тренерской деятельностью.
Прозвище — «Рубль». Кумиром в детстве в мире тенниса был Марат Сафин. Кроме русского владеет английским и испанским языками. Увлекается музыкой и игрой на гитаре. Среди хобби теннисиста также можно отметить бокс и баскетбол, любимая баскетбольная команда «Голден Стэйт Уорриорз».
С 2017 года тренируется под руководством бывшего испанского теннисиста Фернандо Висенте. В 2023 году вторым тренером Рублёва стал Альберто Мартин, а тренером по физической подготовке — Маркос Бордериас. В марте 2025 года к тренерской команде присоединился Марат Сафин, который в 2024 году уже оказывал неформальную психологическую поддержку Рублёву.
В январе 2023 году запустил собственный бренд одежды и спортивной экипировки Rublo, в которой выступает с сезона 2023. В декабре теннисист объявил о передаче всех средств от продажи коллекции «Play for the kids» на помощь нуждающимся детям. В марте 2024 года Рублёв открыл благотворительный фонд помощи детям, к этому моменту было собрано более 150 тыс. долларов.
29 июня 2025 года Ассоциация теннисистов-профессионалов выпустила документальный фильм «Breaking Back» («Путь назад» или «Обратный брейк») продолжительностью около 30 минут, в котором спортсмен рассказал о своих психологических проблемах, взаимоотношениях с тренерами Фернандо Висенте и Маратом Сафиным и жизни вне спорта. В фильме также снялись теннисисты Карен Хачанов и Даниил Медведев.

## Спортивная карьера

### Юниорская карьера
В юниорском туре ITF Рублёв начал выступать в 2011 году. Он смог взять титул уже на втором для себя турнире, который проходил на Маврикии. Первые серьёзный успех на юниорском уровне пришёл к Андрею в декабре 2012 года, когда россиянин выиграл крупный юниорский турнир Orange Bowl (в категории до 16 лет), обыграв в финале 15-летнего американца Томми Пола — 6-3, 6-4. Летом 2013 года Андрей завоевал золотую медаль на юниорском чемпионате Европы до 16 лет. Весной 2013 года Рублёв победил на юниорских соревнованиях в ЮАР.
В январе 2014 года на юниорском Открытом чемпионате Австралии он сумел дойти до четвертьфинала. На юниорском Открытом чемпионате Франции 2014 года Рублёв был посеян под четвёртым номером. В полуфинале он обыграл бразильца Орландо Луза (№ 2), а в финале в двух сетах победил испанца Хауме Мунара (№ 7). Этот успех позволил 16-летнему москвичу стать первым россиянином-чемпионом юношеского Roland Garros, а также поднял его на первое место в юниорском рейтинге ITF. На юношеских Олимпийских играх 2014 года в Нанкине Рублёв выиграл бронзовую медаль в одиночном разряде (будучи первым сеянным) и серебряную награду в парном разряде вместе с Кареном Хачановым. После этого успеха молодой россиянин выиграл турнир в Рохамптоне. На юниорском Уимблдоне Рублёв сумел выйти в финал парного юношеского турнира в дуэте со Стефаном Козловым из США. В конце года Рублёв стал обладателем премии «Русский Кубок» в номинации «Юниор года». Сезон 2014 года Рублёв-младший закончил № 1 в юниорском рейтинге ITF. В апреле 2015 года он сыграл последний турнир на юниорском уровне.

### Начало взрослой карьеры

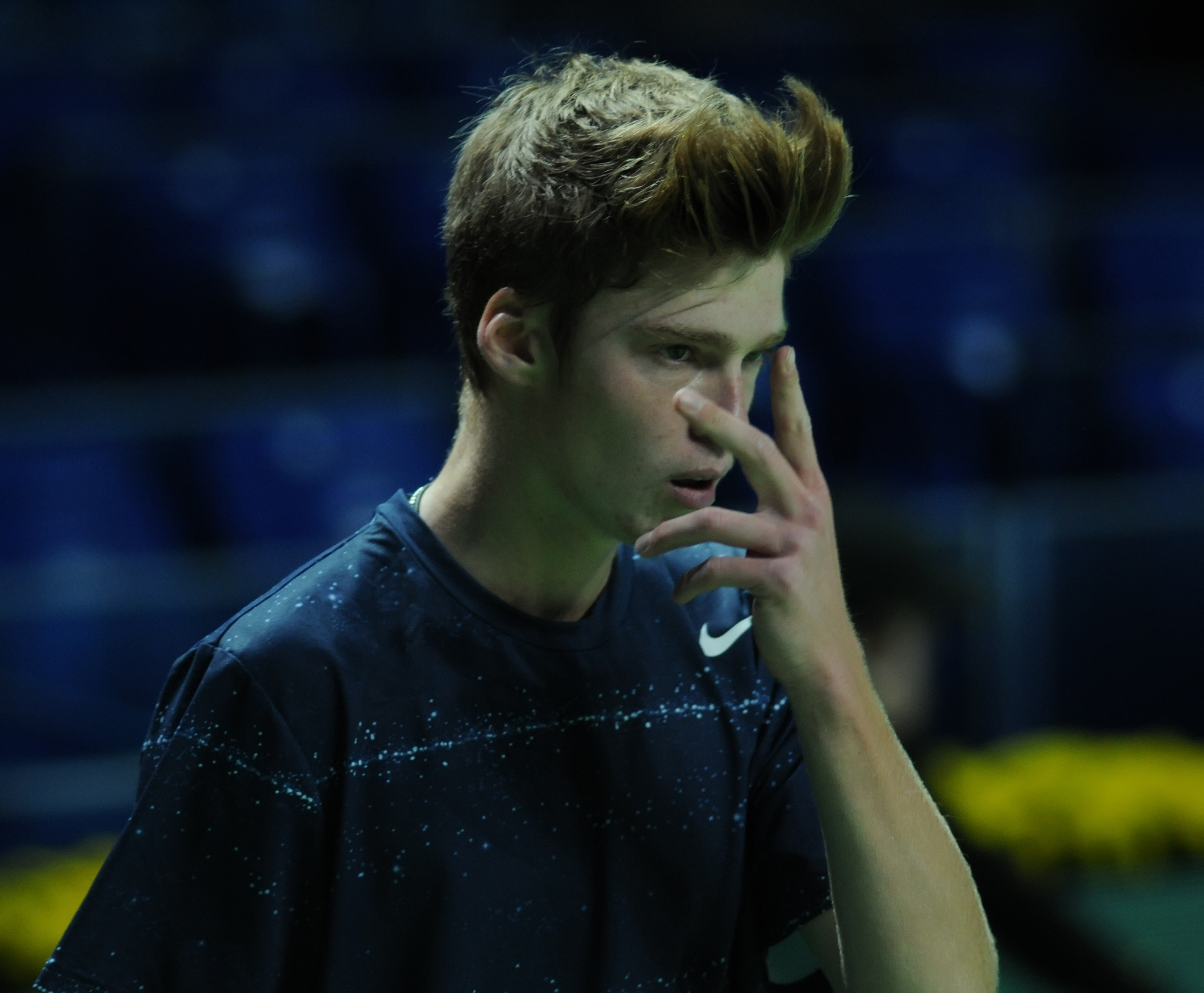
16-летний Рублёв на Кубке Кремля 2014 года

Одновременно с юниорской карьерой Рублёв начал пробовать себя во взрослых турах. Первый турнир на взрослом уровне он сыграл в возрасте 15 лет в июле 2013 года на соревновании серии «фьючерс» в Болгарии. Уже в августе 2013 года он дошёл до финала «фьючерса» на харде в Минске, где уступил 20-летнему белорусу Егору Герасимову в трёх сетах. В ноябре 2013 года Рублёв выиграл первый в карьере «фьючерс» в американском Брейдентоне на харде. Следующий «фьючерс» он взял в марте 2014 года в Актобе. В мае он выиграл первый парный трофей на взрослом уровне — на «фьючерсе» в Теплице. Затем он выиграл в одиночках на «фьючерсе» в Москве. В сентябре Рублёв был впервые привлечён к выступлению за взрослую сборную России в отборочных раундах Кубка Дэвиса. В октябре в Москве на Кубке Кремля он дебютировал в основной сетке турнира АТП, получив уайлд-кард, но в первом же матче проиграл австралийцу Сэму Гроту со счётом 6-7(4), 5-7. В парном розыгрыше он сыграл в команде с Евгением Донским и дошёл до полуфинала. В конце года он выиграл ещё один «фьючерс» в Доминиканской Республике.
В сезоне 2015 года Рублёв стал более регулярно выступать на турнирах основной серии АТП. В начале февраля он одержал первую победу в турнирах серии «челленджер» в парном разряде, в Далласе на харде в зале он выиграл турнир вместе с украинцем Денисом Молчановым. Позднее в феврале на американском турнире АТП в Делрей-Бич он обыграл в первом круге в трёх сетах 90-ю ракетку мира Дуди Селу, но затем уступил Стиву Джонсону (3-6, 3-6). В марте на турнире серии Мастерс в Майами Андрей победил 54-ю ракетку мира Пабло Карреньо Бусту в трёх сетах, но затем проиграл 24-й ракетке мира Джону Изнеру.
В апреле 2015 года Рублёв одержал свою первую победу над игроком из топ-50 мирового рейтинга: на турнире АТП 500 в Барселоне, пройдя квалификацию, в первом круге Андрей обыграл 37-ю ракетку мира Фернандо Вердаско (7-6, 6-3). Во втором круге Рублёв уступил 30-й ракетке мира Фабио Фоньини со счётом 6-3, 4-6, 1-6.
В середине мая на турнире в Женеве, получив уайлд-кард, в первом круге обыграл 33-летнего финна Яркко Ниеминена (6-3, 6-7(4), 7-6(4)) и стал первым за 11 лет 17-летним теннисистом, выигравшим за сезон не менее пяти матчей на разных турнирах серии ATP (в 2004 году это удалось Рафаэлю Надалю). Летом 2015 года он не смог пробиться в основную сетку Уимблдонского турнира: в первом круге квалификации Андрей обыграл словака Йозефа Ковалика, но затем уступил опытному хорвату Ивану Додигу. После Уимблдона он впервые поднялся в топ-200 мирового рейтинга. В начале июля в Падуе Андрей выиграл второй за год «челленджер» в парном разряде, на этот раз вместе с Михаилом Елгиным.
В середине июля 2015 года во Владивостоке сыграл в отборочном раунде Кубка Дэвиса: сборная России уступала 0-2 испанцам, но сумела одержать победу 3-2. Рублёв в первый игровой день был разгромлен 33-летним ветераном Томми Робредо (2-6, 3-6, 3-6), но в третий день достаточно уверенно он обыграл Пабло Андухара (6-4, 7-6, 6-3). Июль завершился для Рублёва неудачно — он проиграл уже в первом круге на турнирах в Умаге и Гштаде игрокам, не входящим в топ-100 мирового рейтинга. В середине августа на «челленджере» в США Андрей уступил в двух сетах 37-летнему немцу Томми Хаасу, который начал профессиональную карьеру ещё до рождения Рублёва.

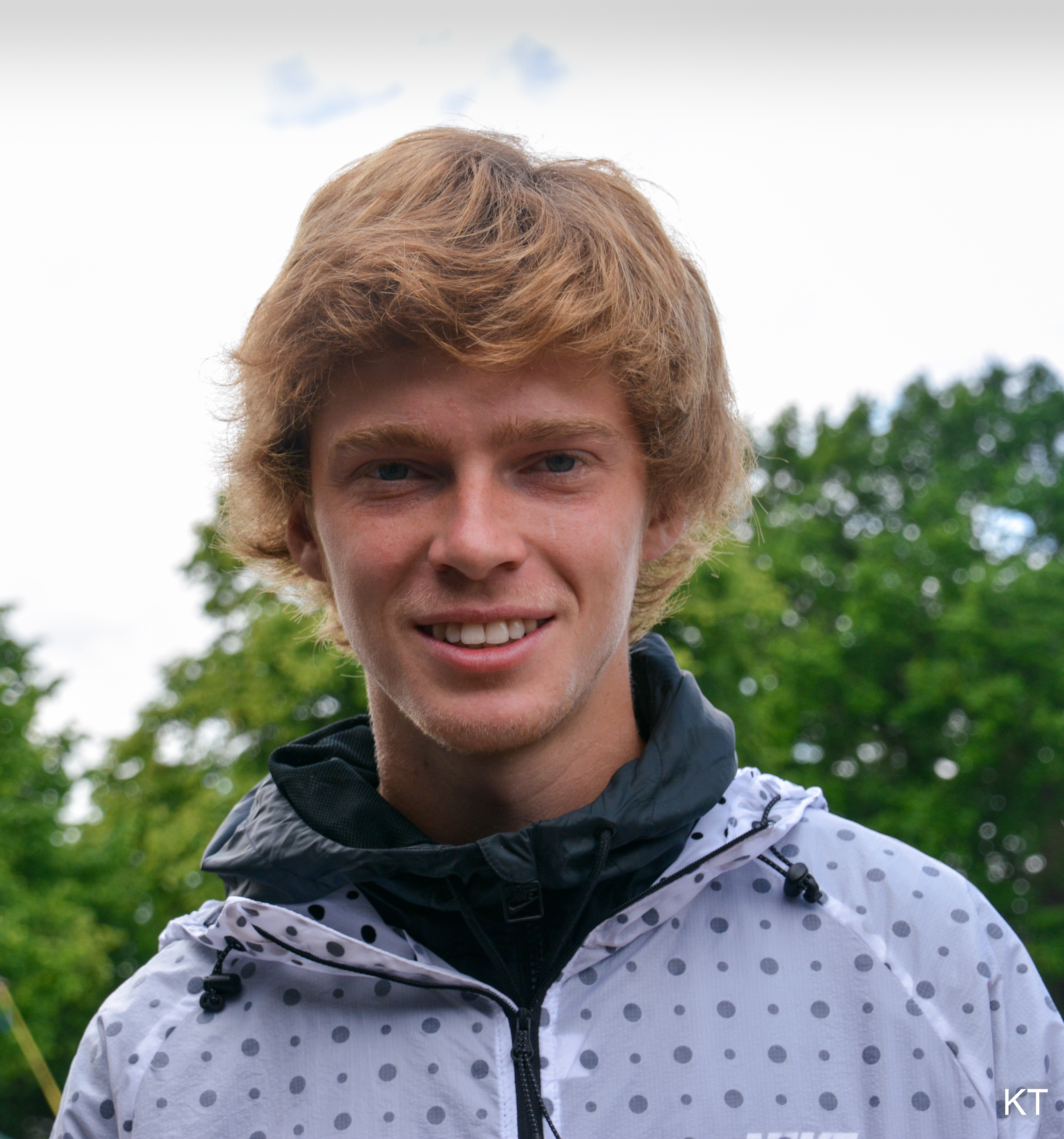
2015 год

В конце августа Рублёв впервые в карьере вышел в основную сетку взрослого турнира серии Большого шлема. На Открытом чемпионате США в квалификации Андрей последовательно обыграл японцев Го Соэду и Юити Сугиту, а в последнем круге был сильнее 26-летнего немца Петера Гойовчика. В первом круге основной сетки Рублёв играл с 14-й ракеткой мира Кевином Андерсоном из ЮАР и уступил в 4 сетах (6-7(1), 7-6(5, 5-7, 3-6).
В середине сентября в матче Кубка Дэвиса в Иркутске проиграл Фабио Фоньини (6-7, 2-6, 2-6), а сборная России уступила итальянцам — 1-4. В конце сентября Андрей получил уайлд-кард на турнир в Санкт-Петербурге, но сразу уступил в трёх сетах итальянцу Симоне Болелли. В парном разряде Рублёв вместе с Михаилом Южным дошёл до полуфинала.
В октябре 2015 года, вскоре после своего 18-летия, Рублёв впервые в карьере выиграл турнир АТП в парном разряде. Вместе с 32-летним Дмитрием Турсуновым, Рублёв получил уайлд-кард на Кубок Кремля 2015. В первом круге их соперники отказались от игры, а затем пара Турсунов / Рублёв выиграла три матча на супертай-брейке, включая финал против Раду Албота и Франтишека Чермака — 2-6, 6-1, [10-6]. В одиночном разряде на Кубке Кремля Рублёв, также получивший специальное приглашение в основную сетку, и уже в первом круге уступил 27-летнему Михаилу Кукушкину из Казахстана.
На следующей неделе после Кубка Кремля Рублёв в Валенсии сначала выиграл у Марселя Гранольерса (6-4, 6-4), а во втором круге уступил Роберто Баутисте (2-6, 3-6). Завершил сезон россиянин двумя «челленджерами» в Германии и Словакии, на обоих проиграв Лукашу Лацко из Словакии.

### 2016—2017 (первый титул ATP и 1/4 в США)
2016 год Рублёв начал с турнира в индийском Ченнаи, где в первом круге обыграл Сомдева Деввармана из Индии, но затем ничего не смог противопоставить 4-й ракетке мира Стэну Вавринке. Это была первая в карьере Андрея встреча с действующим игроком из топ-10 мирового рейтинга. В январе и феврале Рублёв выступал неудачно, выиграв только 1 раз в 5 матчах. В конце февраля Рублёв сыграл на «челленджере» во французском Кемпере со второго раунда квалификации. На турнире, который игрался харде в помещении, Рублёв одержал 6 побед подряд (в полуфинале Сергей Стаховский не вышел на матч), в финале он обыграл Поля-Анри Матьё со счётом 6-7(6), 6-4, 6-4. Это был первый для Рублёва титул на турнирах серии «челленджер» в одиночном разряде.
В марте на Мастерсе в Индиан-Уэлсе Рублёв в квалификации сначала второй раз за год обыграл Сомдева Деввармана, но затем уступил ветерану из Германии Михаэлю Берреру. На весенних турнирах серии Мастерс в Майами (хард) и Монте-Карло (грунт) Андрей вылетал уже в первом круге. В Монте-Карло Андрей был разгромлен восходящей звездой немецкого тенниса и своим ровесником Александром Зверевым (1-6, 3-6). В мае Андрей неудачно выступил на грунтовых «челленджерах» в Хайльбронне (Германия) и Виченце (Италия), где проигрывал в первом же матче. На Ролан Гаррос в первом круге квалификации Андрей прошёл чеха Яна Сатрала, но во втором уступил немцу Яну-Леннарду Штруффу.
После Ролан Гаррос Андрей сыграл на «челленджере» в Москве, где проиграл во втором круге. Перед Уимблдоном он сыграл в квалификации травяного турнира ATP 250 в Халле, где уступил Радживу Раму из США на двух тай-брейках. На Уимблдоне Рублёв выступил также, как на Ролан Гаррос: в первом круге квалификации он прошёл американца Александра Саркисяна, но затем в двух сетах уступил британцу Маркусу Уиллису из 8-й сотни рейтинга (5-7, 4-6).
В середине июля в Москве в матче Кубка Дэвиса Рублёв в трёх сетах обыграл голландца Робина Хасе (7-6, 6-3, 6-4) и парную встречу в дуэте с Константином Кравчуком. После этого в июле и августе последовали неудачи на «челленджерах». На Открытом чемпионате США 2016 года Андрей завершил свой путь в квалификации уже в первом круге, проиграв сербу Миляну Зекичу.
В сентябре на турнире в Санкт-Петербурге Андрей, получивший уайлд-кард, проиграл во втором круге португальцу Жуану Соузе в трёх сетах. Вслед за этим Андрей через квалификацию дошёл до полуфинала «челленджера» в Орлеане, где проиграл Норберту Гомбошу (4-6, 2-6). На Кубке Кремля Андрей не получил уайлд-кард и был вынужден играть квалификацию, но в первом же круге проиграл выступавшему ещё за Россию 19-летнему Александру Бублику. Вслед за этим на «челленджере» в Будапеште проиграл во втором круге Даниилу Медведеву (3-6, 2-6). В последнем для себя турнире сезона Рублёв дошёл до финала «челленджера» во французском городе Муйерон-ле-Каптиф, где в трёх сетах уступил французскому ветерану Жюльену Беннето (5-7, 6-2, 3-6).

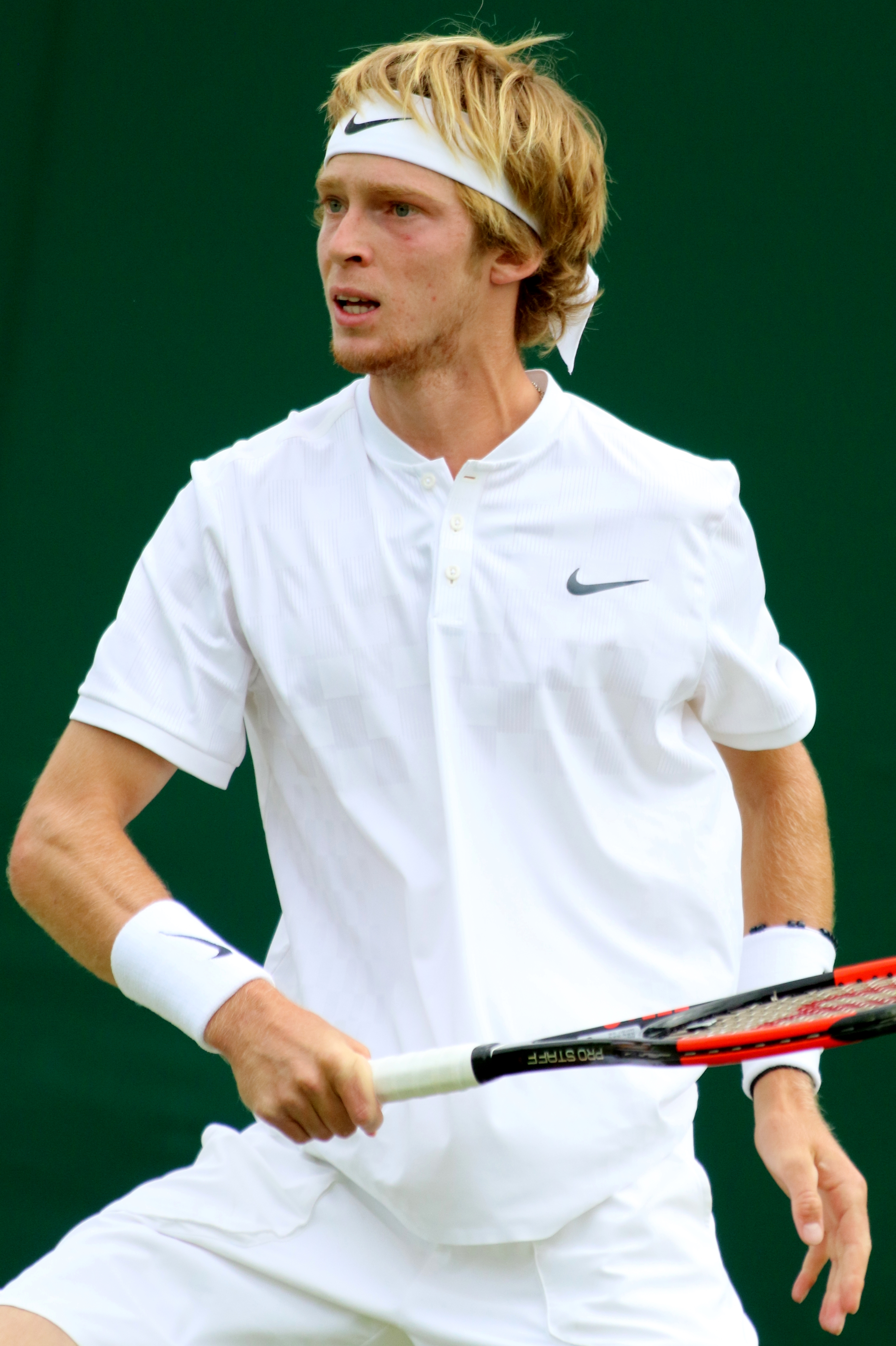
Рублёв на Уимблдоне 2017 года

Сезон 2017 года Андрей начал с Открытого чемпионата Австралии. Здесь он пробился в основную сетку через квалификацию, прошёл первый круг, обыграв в 4 сетах опытного Лу Яньсюня, но во втором круге уступил первой ракетке мира Энди Маррею (3-6, 0-6, 2-6). В конце января на «челленджере» в Рене он дошёл до финала, где уступил в решающем сете на тай-брейке белорусу Владимиру Игнатику. Вслед за этим он добрался до полуфинала «челленджера» в Кемпере.
На турнире серии Мастерс в Индиан-Уэлсе проиграл уже в первом круге квалификации малоизвестному австралийцу Эндрю Уиттингтону, взяв только 4 гейма. На «челленджере» в американском Ирвинге выступил гораздо успешнее, дойдя через квалификацию до полуфинала, где проиграл словенцу Аляжу Бедене в трёх сетах. На турнире серии Мастерс в Майами Рублёв получил уайлд-кард в основную сетку и в первом круге разгромил немецкого ветерана Флориана Майера (6-1, 6-1), но во втором круге уступил 14-й ракетке мира Томашу Бердыху (3-6, 2-6). До начала Открытого чемпионата Франции на пяти турнирах Рублёв выиграл только два матча.
На Ролан Гаррос Рублёв попал в основу как лаки-лузер. Но в первом же круге уступил аргентинцу Диего Шварцману в упорнейшей борьбе — 6-0, 4-6, 2-6, 7-6(3), 7-9. Матч продолжался более 3,5 часов, Рублёв, для которого это был первый в карьере 5-сетовый матч, даже выиграл на 4 мяча больше соперника. На турнире в Халле Рублёв впервые в карьере выиграл два матча в основной сетке турнира АТП-тура, победив в трёх сетах Альберта Рамоса и Михаила Южного. В четвертьфинале Андрей в трёх сетах уступил соотечественнику Карену Хачанову. После турнира россиянин впервые поднялся в топ-100 мирового рейтинга.
На Уимблдонском турнире Рублёв прошёл квалификацию и в первом круге в пяти сетах одолел итальянца Стефано Травалью. Во втором круге россиянин уступил Альберту Рамосу Виньоласу, хотя вёл 2-1 по сетам. После Уимблдона 19-летний Рублёв триумфально выступил на грунтовом турнире АТП в хорватском Умаге. В последнем раунде квалификации Андрей проиграл венгру Аттиле Балажу (3-6, 5-7), но получил пропуск в основную сетку турнира как «лаки-лузер». В пяти матчах основной сетки Рублёв проиграл только один сет, в четвертьфинале 27-й ракетке мира Фабио Фоньини — 6-7(5), 6-2, 7-6(2). В финале россиянин легко одолел представителя Италии Паоло Лоренци (6-4, 6-2). Рублёв стал седьмым теннисистом в истории Открытой эры и первым россиянином, который выиграл турнир в Туре, как «лаки-лузер». После турнира Рублёв смог войти в топ-50 одиночного рейтинга.
На Открытом чемпионате США Андрей смог впервые дойти до второй недели на турнирах Большого шлема. По пути, во втором раунде, он впервые в карьере обыграл теннисиста из топ-10 мирового рейтинга — 9-ю ракетку мира Григора Димитрова (7-5 7-6(3), 6-3), а в четвёртом раунде и 9-го сеяного Давида Гоффена (7-5, 7-6(5), 6-3). В первом четвертьфинале Большого шлема в карьере Рублёва, ему не оставил никаких шансов испанец Рафаэль Надаль (1-6, 2-6, 2-6). В парном разряде Рублёв в тандеме с Хачановым смог пройти в третий раунд.
Осенью на турнире АТП 500 в Пекине он дошёл до 1/4 финала, где уступил Саше Звереву в двух сетах. На Кубке Кремля Андрей был посеян под пятым номером, но в первом же круге уступил сербу Филипу Краиновичу. Последним турниром 2017 года стал итоговый выставочный молодёжный турнир Next Generation ATP Finals. В нём могли участвовать 8 лучших игроков года, которым не исполнилось 21 год. В своей группе Рублёв проиграл лишь корейцу Чон Хёну. В полуфинале обыграл хорвата Борну Чорича. Но титул Андрей взять не смог. В финале он проиграл всё тому же Чон Хёну уже третий раз за 2017 год (4-3, 3-4, 2-4, 2-4). Сезон Андрей закончил на 39-м месте в мировом рейтинге.

### Сезон 2018: первый парный финал «Мастерса»

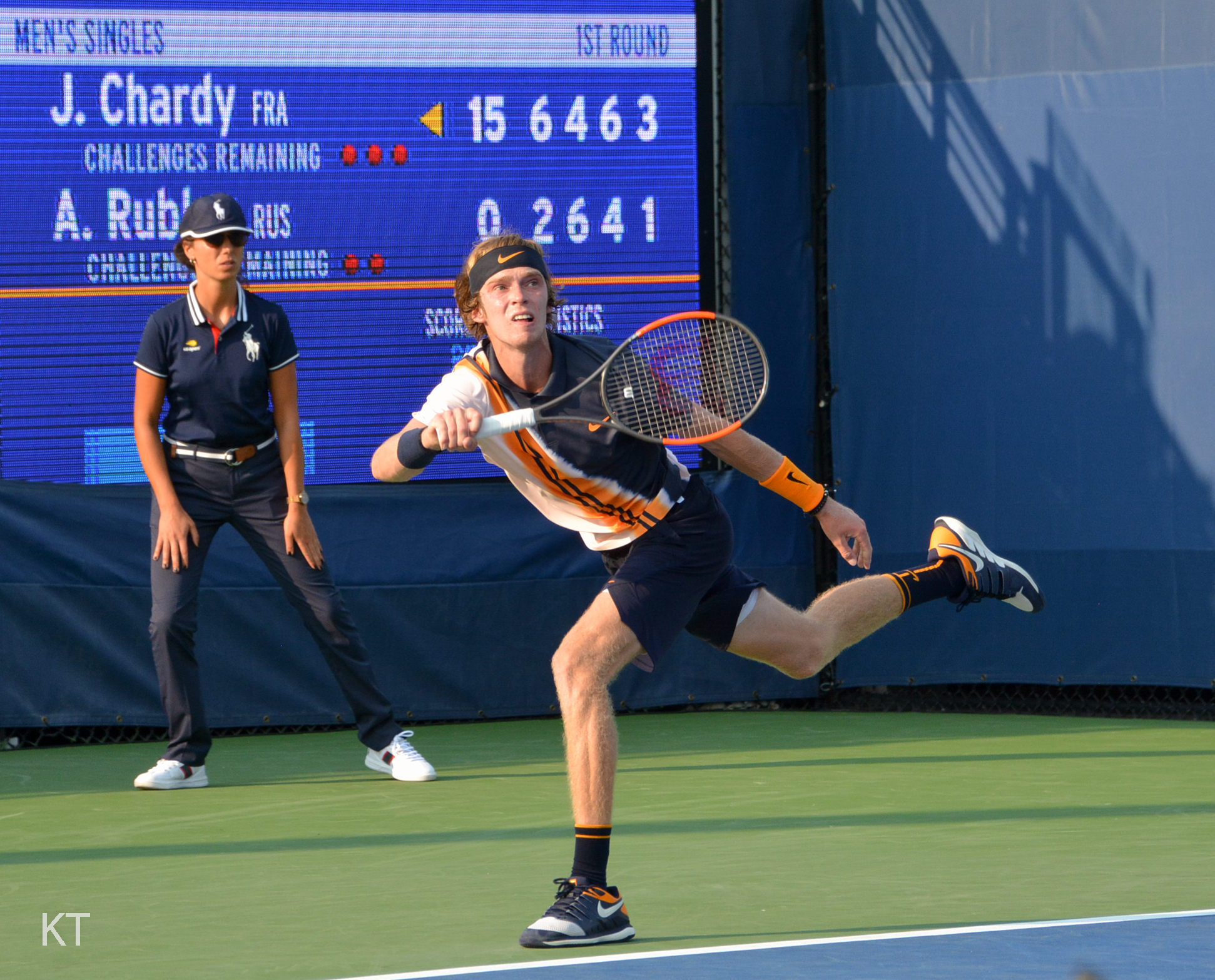
Рублёв на Открытом чемпионате США 2018 года

На первом для себя турнире сезона в Дохе Андрей дошёл до финала на харде, однако 6 января уступил опытному французу Гаэлю Монфису (2-6, 3-6). На Открытом чемпионате Австралии Рублёв впервые в карьере был посеян на турнире Большого шлема (№ 30) и впервые дошёл до третьего круга этого турнира, переиграв сначала в пяти сетах именитого испанца Давида Феррера, а затем киприота Маркоса Багдатиса в четырёх сетах. Остановить россиянина смог только третий сеянный Григор Димитров (3-6, 6-4, 4-6, 4-6).
В феврале на турнирах в Монпелье и в Роттердаме Андрей сумел выйти в четвертьфинал. Однако после этого последовала череда неудач, когда Рублёв вылетал в первом же круге на трёх турнирах подряд, не выиграв ни сета. Эти неудачи в одиночном разряде в конце марта Андрей несколько компенсировал на турнире серии Мастерс в Майами в парном разряде, где вместе с Кареном Хачановым сенсационно дошёл до финала. В финале в упорной борьбе россияне проиграли Майку и Бобу Брайанам — 6-4, 6-7(5), [4-10].
На матче Кубка Дэвиса России против Австрии Андрей выступил неудачно. В первый день Андрей потерпел поражение от игрока из второй сотни Денниса Новака, а во второй день проиграл матч парного разряда вместе с Хачановым. В середине апреля на турнире серии Мастерсе в Монте-Карло Рублёв сумел навязать борьбу одному из лучших игроков на грунте Доминику Тиму. В третье сете Рублёв уступал 1-4, но выиграл 4 гейма подряд и имел матчбол на своей подаче, но всё же уступил в матче второго круга (7-5, 5-7, 5-7). Затем Андрей получил травму спины, в результате чего пропустил 3 месяца, в том числе Открытый чемпионат Франции и Уимблдон.
Первым турниром после паузы для Рублёва стал Умаг в июле, где он победил в прошлом году. На этот раз россиянин выбыл в четвертьфинале. В начале августа на турнире серии 500 в Вашингтоне Андрей, посеянный под 16-м номером, обыграл подряд трёх не самых сильных американцев, но в полуфинале потерпел поражение от австралийца Алекса де Минора. На тай-брейке второго сета россиянин вёл 6-2, но проиграл 6 мячей подряд, а затем и третий сет — 7-5 6-7(6), 4-6. После этого последовала серия неудач, когда Рублёв на пяти турнирах подряд проигрывал первый же матч. На Открытом чемпионате США Рублёв проиграл французу Жереми Шарди (2-6, 6-4, 4-6, 1-6).
На Кубке Кремля Андрей в первом круге уступил Нику Кирьосу (3-6 6-4 4-6). В парном разряде вместе с Хачановым выиграли матч первого круга (первая победа в матче в парном разряде для Рублёва после финала в марте в Майами), однако отказались от участия во втором матче в связи с тем, что Рублёву надо было играть квалификацию на турнире ATP 250 в Вене.
На турнире в Вене Андрей проиграл в решающем матче квалификации Михаилу Кукушкину, но попал в основную сетку как «лаки-лузер». Во втором круге основной сетки произошло довольно редкое событие — Рублёв и Кукушкин встретились вновь, и опять сильнее был Михаил. Неудачи второй половины сезона не помешали Рублёву второй год подряд выступить на молодёжном итоговом турнире «Next Generation». Ему снова не удалось взять титул. На этот раз он проиграл в полуфинале Стефаносу Циципасу, но сумел выиграть матч за третье место у Хауме Мунара. Сезон Андрей завершил на 68-м месте в мировом рейтинге.

### Сезон 2019: второй парный финал «Мастерса», первый финал ATP 500 и топ-25 рейтинга

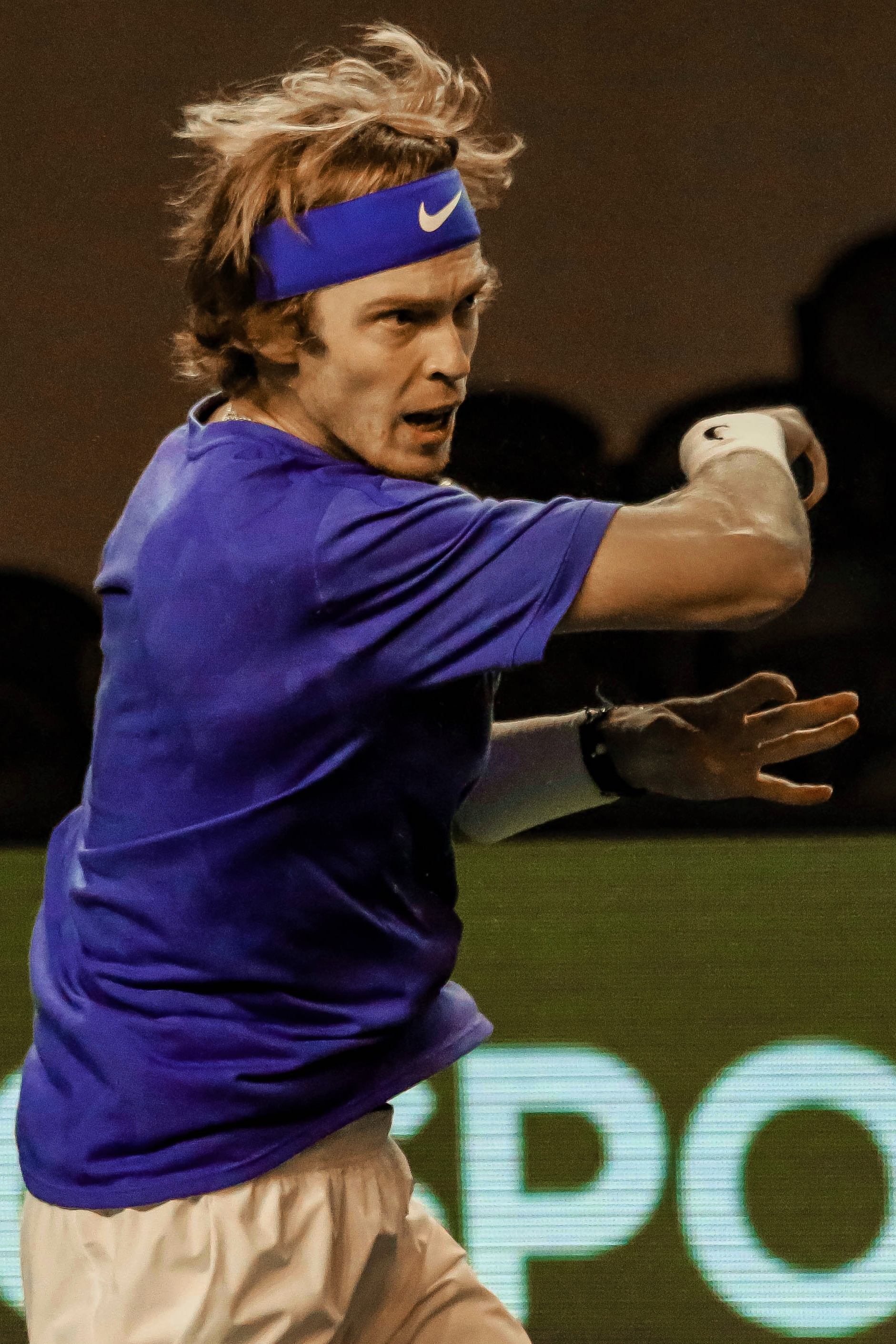
Рублёв на Мастерсе в Париже 2019 года

На Открытом чемпионате Австралии Рублёв в первом круге проиграл 23-летнему американцу Маккензи Макдональду (4-6, 4-6, 6-2, 4-6). В феврале на зальном турнире в Марселе Андрей впервые в сезоне вышел в четвертьфинал. Из-за длительных неудачных выступлений и пропусков турниров россиянин к тому моменту уже был в рейтинге игроком второй сотни. В начале марта он дошёл до финала «челленджера» в Индиан-Уэлсе (США), где проиграл британцу Кайлу Эдмунду (3-6, 2-6). Для Андрея это был 4-й финал «челленджера» в карьере и третье подряд поражение.
После этого на Мастерсе в Индиан-Уэлсе Рублёв попал в основную сетку как «лаки-лузер» и в третьем круге проиграл Карену Хачанову (5-7, 3-6). Затем он пробился через квалификацию на Мастерсе в Майами, обыграл во втором круге 11-ю ракетку мира Марина Чилича в двух сетах, но проиграл в третьем раунде канадцу Денису Шаповалову. В конце апреля Рублёв получил травму запястья, из-за которой был вынужден пропустить около двух месяцев, в том числе второй год подряд Рублёв не выступал на Открытом чемпионате Франции.
В начале июля Рублёв на Уимблдонском турнире дошёл до второго круга, но проиграл американцу Сэму Куэрри. В конце июля он дошёл до финала на турнире АТП 500 в Гамбурге (Германия), обыграв попутно финалиста Ролан Гаррос 2019 года, четвёртую ракетку мира Доминика Тима, но проиграл в трёхсетовом финале Николозу Басилашвили — 5-7, 6-4, 3-6. Этот результат позволил россиянину вернуться в топ-50.
В августе на турнире серии «Мастерс 1000» в Цинциннати Рублёв прошёл квалификацию и взял в первом круге взял реванш у Басилашвили за поражение в Гамбурге. Затем Рублёв обыграл Стэна Вавринку, а в матче третьего круга впервые в карьере победил третью ракетку мира Роджера Федерера — 6-3, 6-4, но уступил в четвертьфинале соотечественнику Даниилу Медведеву, который затем стал победителем турнира. После этого он доиграл до четвертьфинала на турнире в Уинстон-Сейлеме. На Открытом чемпионате США он обыграл в первом круге восьмую ракетку мира Стефаноса Циципаса, в третьем круге — Ника Кирьоса, но проиграл в 1/8 финала итальянцу Маттео Берреттини в трёх сетах.
Осеннюю часть сезона Рублёв начал с турнира в Санкт-Петербурге, где в четвертьфинале второй раз за сезон проиграл Даниилу Медведеву (4-6, 5-7). В октябре на «Мастерсе» в Шанхае Рублёв дошел до третьего круга, где уступил будущему финалисту Саше Звереву. А вот Кубок Кремля стал победным для Рублёва. Впервые за 2 года Андрей смог взять титул ATP. В финале он победил представителя Франции Адриана Маннарино со счётом 6-4, 6-0. Рублёв выиграл этот турнир в свой день рождения. Далее россиянин вышел в четвертьфинал турнира в Вене, а на Мастерсе в Париже в парном разряде вместе с Хачановым вышел во второй финал Мастерса в карьере. В финале они проиграли Эрберу и Маю (4-6, 1-6).
На финальном турнире Кубка Дэвиса в составе сборной России Рублёв сумел пробиться в полуфинал. Он с Кареном Хачановым отыграл все матчи турнира как в одиночном, так и в парном разряде, так как первая ракетка России Медведев пропускал турнир. Андрей выиграл все матчи одиночного разряда: у Борны Гойо, Роберто Баутисты-Агута, Филипа Крайиновича и Вашека Поспишила. В парном разряде Рублёв и Хачанов выиграли 2 из 4 матчей, в том числе решающий матч четвертьфинала у Новака Джоковича и Виктора Троицки.
Сезон Рублёв завершил на 23-м месте в мировом рейтинге и на 75-м месте в парном рейтинге.

### Сезон 2020: 5 титулов, два четвертьфинала Большого шлема, попадание в топ-10
Андрей триумфально начал сезон 2020, одержав победу на турнире в Дохе. Титул стал третьим в карьере Рублёва. На пути к финалу Андрей обыграл представителя Казахстана Михаила Кукушкина (которому часто проигрывал до этого сезона), француза Пьера-Юга Эрбера, серба Миомира Кецмановича, а в финале был обыгран 20-летний француз Корантен Муте — 6-2, 7-6(3). Выступление в Дохе позволило Рублёву впервые подняться в топ-20 мирового рейтинга. На следующей неделе Андрей выиграл четвертый титул в одиночном разряде за карьеру и второй за год. Это произошло на турнире в Аделаиде и тем самым он стал первым теннисистом с 2004 года, который выиграл два трофея подряд на двух первых турнирах года. На пути к чемпионству были обыграны американец Сэм Куэрри, представитель Великобритании Дэн Эванс, канадец Феликс Оже-Альяссим, а в финале со счетом 6-3, 6-0 был разгромлен представитель ЮАР Ллойд Харрис.
На Открытом чемпионате Австралии Андрей дошёл до 1/8 финала, но проиграл будущему полуфиналисту турнира Александру Звереву в трёх сетах. Все эти успехи помогли Андрею закрепиться в Топ-20 мирового рейтинга, обойти Карена Хачанова и стать второй ракеткой России. В феврале он сыграл в четвертьфиналах на турнирах в Роттердаме и в Дубае.
В июле во время приостановки официальных соревнований из-за пандемии COVID-19 выиграл выставочный турнир «Thiem’s Seven» в Австрии, победив в финале Доминика Тима.
На Открытом чемпионате США Рублёв был посеян под 10-м номером и в первых трёх кругах не отдал соперникам ни одного сета, обыграв Жереми Шарди (6-4, 6-4, 6-3), Грегуара Баррера (6-2, 6-4, 7-6) и Сальваторе Карузо (6-0, 6-4, 6-0). В четвёртом круге Андрей, как и год назад, сыграл против итальянца Маттео Берреттини. В отличие от прошлого года, Рублёву удалось победить со счётом 4-6, 6-3, 6-3, 6-3. В четвертьфинале он проиграл своему соотечественнику Даниилу Медведеву со счётом 6-7(6), 3-6, 6-7(5).
Осенью на турнире серии 500 в Гамбурге Андрею, посеянному под пятым номером, удалось одержать победу и взять первый за карьеру трофей этой категории. На пути к финалу были обыграны американские теннисисты Теннис Сандгрен и Томми Пол, а также вторая ракетка Испании Роберто Баутиста-Агут и норвежец Каспер Рууд в полуфинале. В финале в тяжёлом матче Андрей переиграл Стефаноса Циципаса (6-4, 3-6, 7-5), сумев в третьей партии при счете 5-4 в пользу грека взять подачу на турнир и вырвать итоговую победу в матче.
На Открытом чемпионате Франции Рублёв впервые в карьере выиграл матч в основной сетке этого турнира (Рублёв ранее сыграл на Ролан Гаррос только один матч в 2017 году). В первом круге Рублёв встречался с американцем Сэмом Куэрри. Проиграв первые два сета на тай-брейке и проигрывая в третьем сете со счётом 3-5, Рублёв сумел выиграть матч со счётом 3-2 по сетам. В четвёртом круге Рублёв обыграл в четырёх сетах венгра Мартона Фучовича — 6-7(4), 7-5, 6-4, 7-6(3). В четвертьфинале Рублёв не сумел выиграть ни одного сета у Циципаса — 5-7, 2-6, 3-6. Благодаря выступлению в Париже, Рублёв смог впервые стать теннисистом топ-10.
После Ролан Гаррос Рублёв был посеян под третьим номером на турнире в Санкт-Петербурге и завоевал четвёртый титул в сезоне и шестой в карьере. В полуфинале был обыгран в трёх сетах Денис Шаповалов, а в финале Андрей был сильнее Борны Чорича — 7-6(5), 6-4, хотя россиянин уступал на тай-брейке первого сета со счётом 2-5. Благодаря этому успеху, Рублёв поднялся на высшую в карьере восьмую строчку в мировом рейтинге.
На следующем турнире в Вене Рублёв был посеян под пятым номером и завоевал уже пятый титул в сезоне и седьмой в карьере. Также он продлил свою серию побед, выиграв на третьем турнире серии ATP 500 подряд. В четвертьфинале Рублёв обыграл третью ракетку мира австрийца Доминика Тима, действующего чемпиона турнира — 7-6(5), 6-2. В полуфинале обыграл представителя ЮАР Кевина Андерсона, который снялся при счете 6-4, 4-1 в пользу Андрея, а в финале не оставил шансов лаки-лузеру Лоренцо Сонего — 6-4, 6-4.
Первый в карьере Итоговый турнир Андрей начал с поражения от Рафаэля Надаля в двух сетах. Затем в упорнейшем матче на решающих очках всё-таки проиграл греку Стефаносу Циципасу. Но смог хлопнуть дверью и обыграть австрийца Доминика Тима в заключительном матче в своей группе.
Сезон Андрей Рублёв закончил на 8 месте в мировом рейтинге, что стало его лучшим результатом за всю спортивную карьеру. Также он стал лидером тура по количеству побед за сезон 2020 (41 победа) и по количеству титулов (5 титулов), обогнав по этим показателям даже первую ракетку мира, Новака Джоковича.

### Сезон 2021: Кубок ATP, золото Олимпиады в миксте

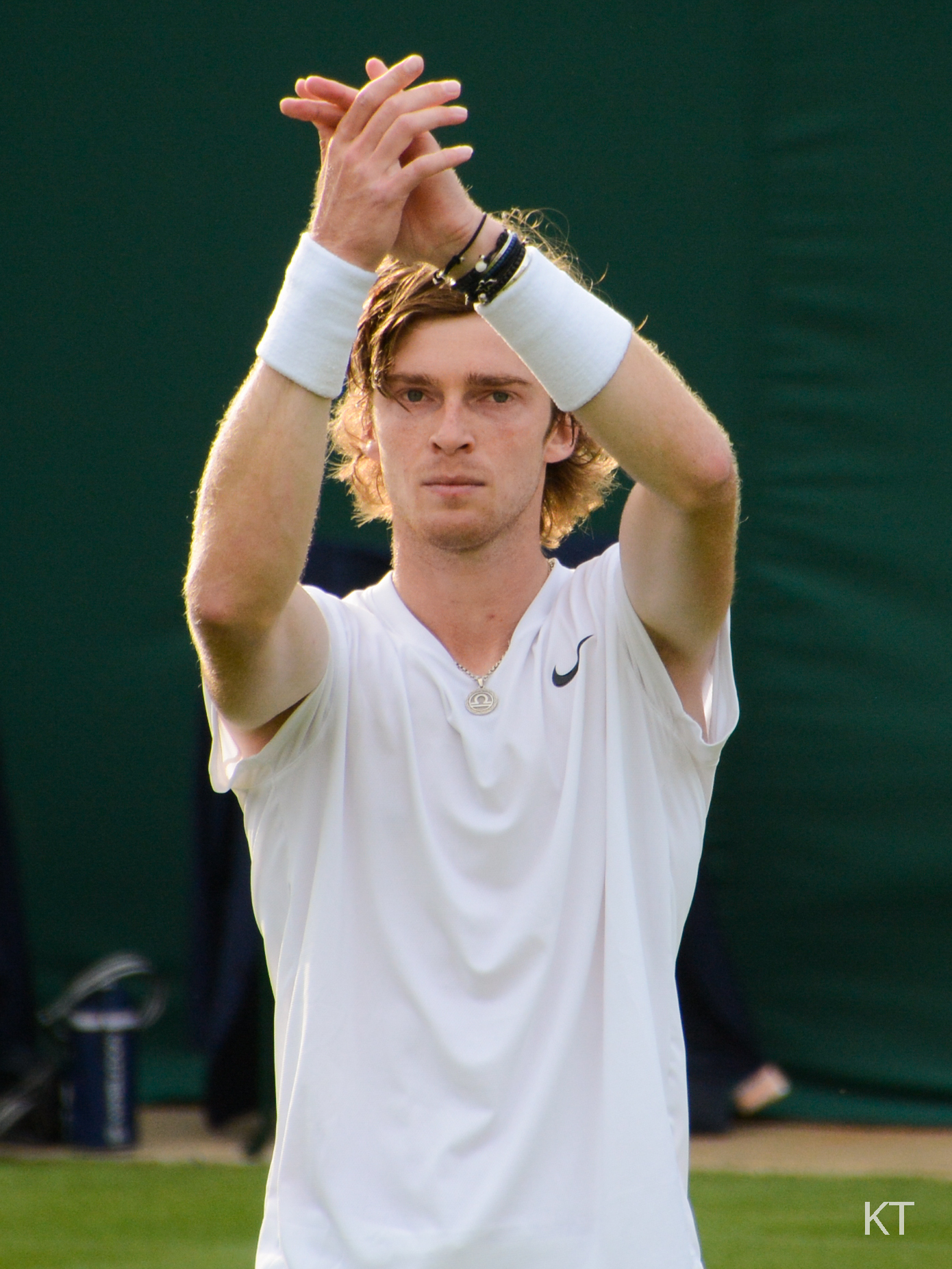
Рублёв в июне 2021 года

Андрей выступил в составе сборной России на Кубке ATP вместе с Даниилом Медведевым, Асланом Карацевым и Евгением Донским. В первом матче против сборной Аргентины Рублёв обыграл Гвидо Пелью 6-1, 6-2, а затем в парном матче с Асланом Карацевым проиграли Максимо Гонсалесу и Орасио Себальосу 4-6, 6-7(4), что не помешало сборной России выиграть 2:1. Во втором матче против сборной Японии Рублёв обыграл Ёсихито Нисиоку 6-1, 6-3, а Россия выиграла 2:1 и вышла с первого места из группы. В полуфинале против сборной Германии Рублёв одержал победу над Яном-Леннардом Штруффом 3-6, 6-1, 6-2, а сборная России выиграла 2:1, проиграв только парный матч. В финале против сборной Италии Рублёв выиграл у Фабио Фоньини 6-1, 6-2, а сборная России досрочно выиграла 2:0. Таким образом, Андрей и Даниил одержали победы во всех одиночных матчах и принесли победу сборной на турнире.
На Открытом чемпионате Австралии Андрей впервые дошёл до четвертьфинала, не отдав ни одного сета. Но в четвертьфинале не смог ничего противопоставить Даниилу Медведеву — 5-7, 3-6, 2-6. Рублёв проиграл Медведеву 4-й раз в 4 матчах на уровне ATP, не сумев взять ни один из 10 сетов.
Затем Андрей выиграл турнир серии ATP 500 в Роттердаме, который стал для него четвертым подряд в этой категории.
Следующий турнир в Дохе стал необычным, поскольку Андрей прошёл в полуфинал турнира, не сыграв ни одного матча: благодаря высокому рейтингу он пропускал 1 круг, а далее последовали отказы Ришара Гаске и Мартона Фучовича. В полуфинале Андрей проиграл Роберто Баутиста-Агуту. Однако, Андрей выиграл парный турнир вместе с Асланом Карацевым. Для них это был первый совместный турнир, за исключением одного матча на Кубке ATP 2021.
На Олимпийских играх в Токио Андрей сначала выдал неудачный старт, проиграв в первых кругах в одиночном турнире Кэю Нисикори, а в парном с Хачановым Радживу Раму и Фрэнсису Тиафо. Но затем с Анастасией Павлюченковой они прошли хорватскую пару Дария Юрак / Иван Додиг, пару хозяев турнира Эна Шибахара / Бен Маклахлан, в полуфинале они обыграли Эшли Барти и Джона Пирса, а в финале сошлись с другой российской парой Елена Веснина / Аслан Карацев. Все 4 матча россияне выиграли на решающем тай-брейке третьего сета.
В сентябре он выступил на Кубке Лейвера в составе команды Европы, с которой выиграл турнир. По ходу турнира он сыграл три матча. В первый день выиграл одиночную встречу у Диего Шварцмана. Во второй день в парном разряде со Стефаносом Циципасом выиграл у Джона Изнера и Ника Кирьоса. В третий день выиграл парный матч, ставший решающим, с Александром Зверевым против Райли Опелки и Дениса Шаповалова.

### Сезон 2022: 4 титула на турнирах ATP
На Открытом чемпионате Австралии был посеян пятым, уверенно прошёл два круга, но в третьем круге проиграл Марину Чиличу в четырёх сетах.
В феврале Рублёв выиграл турнир ATP 250 в Марселе на харде в зале, победив в финале Феликса Оже-Альяссима. Там же победил в парном разряде вместе с украинцем Денисом Молчановым (турнир завершился за 4 дня до вторжения России на Украину). На следующей неделе на турнире ATP 500 в Дубае Рублёв завоевал десятый титул под эгидой ATP (в том числе пятый на турнирах категории ATP 500), победив в финале чеха Иржи Веселы со счётом 6-3, 6-4. Во время матча Рублёв получил предупреждение за словесную перепалку с судьей, о чем потом сожалел.
В марте дошёл до полуфинала на Мастерсе в Индиан-Уэлсе, не отдав в 4 матчах ни партии. В полуфинале уступил Тейлору Фрицу.
В апреле Андрей выиграл турнир ATP 250 в Белграде, победив в финале Новака Джоковича со счётом 6-2, 6-7(4), 6-0. Рублёв сравнял счёт в личных встречах с Джоковичем (1-1).
На Открытом чемпионате Франции дошёл до четвертьфинала, где за 4 часа и 14 минут на тай-брейке пятого сета уступил Марину Чиличу — 7-5, 3-6, 4-6, 6-3, 6-7(2-10).
В августе Рублёв на две недели покинул топ-10 рейтинга ATP впервые с 2020 года.

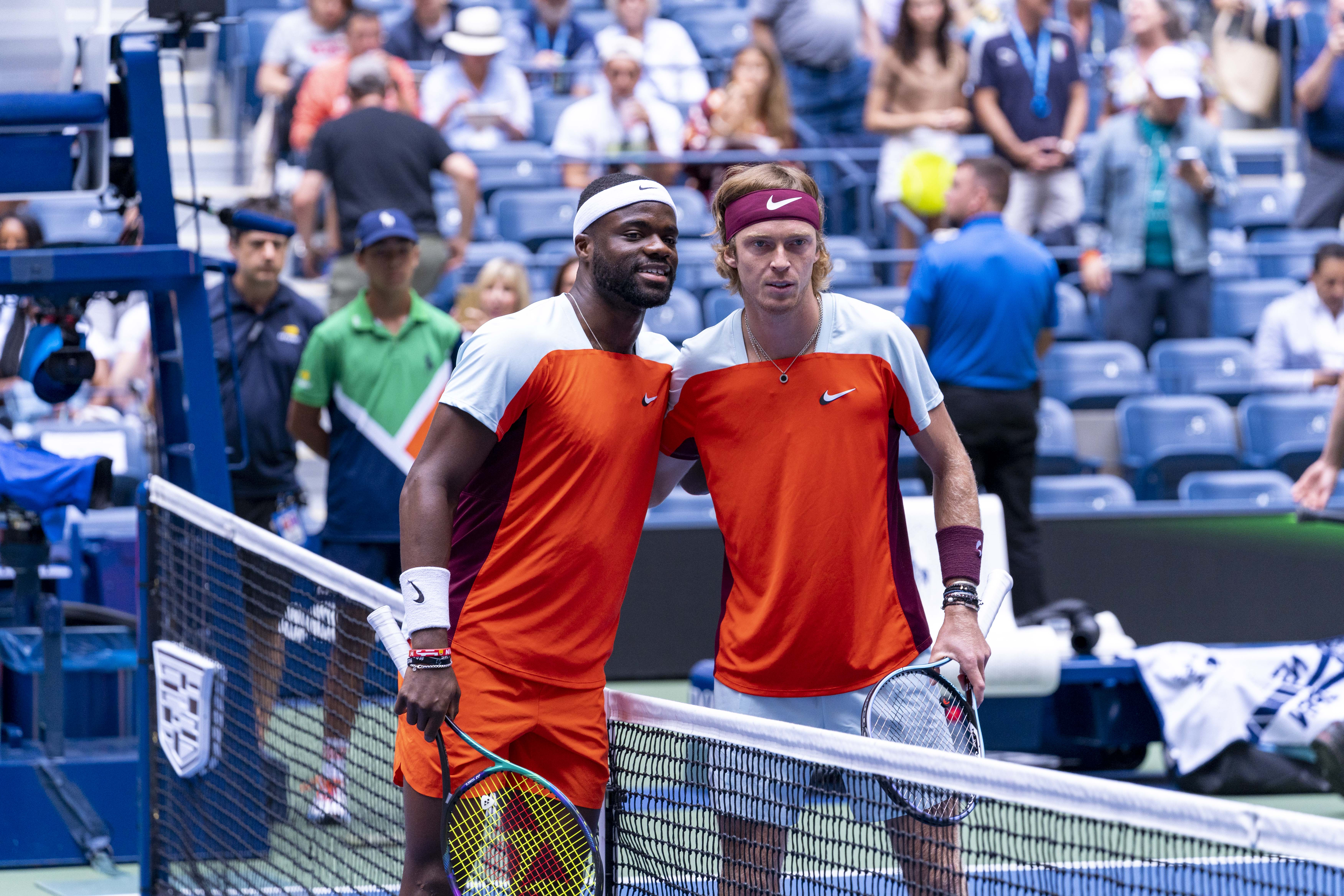
Рублёв и Фрэнсис Тиафо перед матчем 1/4 финала Открытого чемпионата США 2022 года

На Открытом чемпионате США Рублёв, посеянный под 9-м номером, дошёл до четвертьфинала, где в трёх сетах уступил Фрэнсису Тиафо — 6-7(3), 6-7(0), 4-6. Рублёв, ни разу не взявший подачу соперника, сделал в этом матче 12 эйсов, а его соперник — 18. Это было шестое поражение Рублёва в шести четвертьфиналах турниров Большого шлема за карьеру.
В октябре выиграл турнир ATP 250 в Хихоне, где был посеян под первым номером. В 4 матчах Рублёв проиграл только один сет. В финале Андрей обыграл Себастьяна Корду (6-2, 6-3).
В ноябре квалифицировался на Итоговый турнир ATP в Турине. Рублёву удалось впервые в карьере выйти из группы, однако в полуфинале он уступил норвежцу Касперу Рууду (2-6, 4-6).
Сезон закончил на 8-м месте в рейтинге.

### Сезон 2023: первая победа на Мастерсе
На Открытом чемпионате Австралии был посеян под пятым номером и дошёл до 4-го круга, проиграв в трёх матчах только один сет. В четвёртом раунде Рублёв за 3 часа и 38 минут победил датчанина Хольгера Руне, отыграв в пятом сете подачу на матч, а затем два матчбола на своей подаче, а также отыгравшись со счёта 0-5 и 3-7 на чемпионском тай-брейке и победив на нём 11-9. Рублёв второй раз в карьере вышел в 1/4 финала в Австралии, где не смог оказать сопротивление Новаку Джоковичу, уступив 1-6, 2-6, 4-6. Для Рублёва это было седьмое поражение в семи четвертьфиналах на турнирах Большого шлема. Рублёв заработал за турнир 555 250 австралийский долларов призовых. По итогам турнира Рублёв впервые с начала 2022 года вернулся на пятое место в рейтинге.
В марте на турнире ATP 500 в Дубае Рублёв дошёл до финала, где проиграл Даниилу Медведеву со счётом 2-6, 2-6.
В апреле Рублёв впервые в карьере выиграл турнир серии Мастерс, победив в финале в Монте-Карло Хольгера Руне со счётом 5-7, 6-2, 7-5. Вслед за этим дошёл до финала турнира ATP 250 в Баня-Луке, где проиграл в трёх сетах Душану Лайовичу.
В мае в Мадриде впервые выиграл Мастерс и в парном разряде, разделив успех с Кареном Хачановым.
На Открытом чемпионате Франции Рублёв был посеян под 7-м номером и в третьем круге проиграл 48-й ракетке мира Лоренцо Сонего со счётом 7-5, 6-0, 3-6, 6-7(5), 3-6.

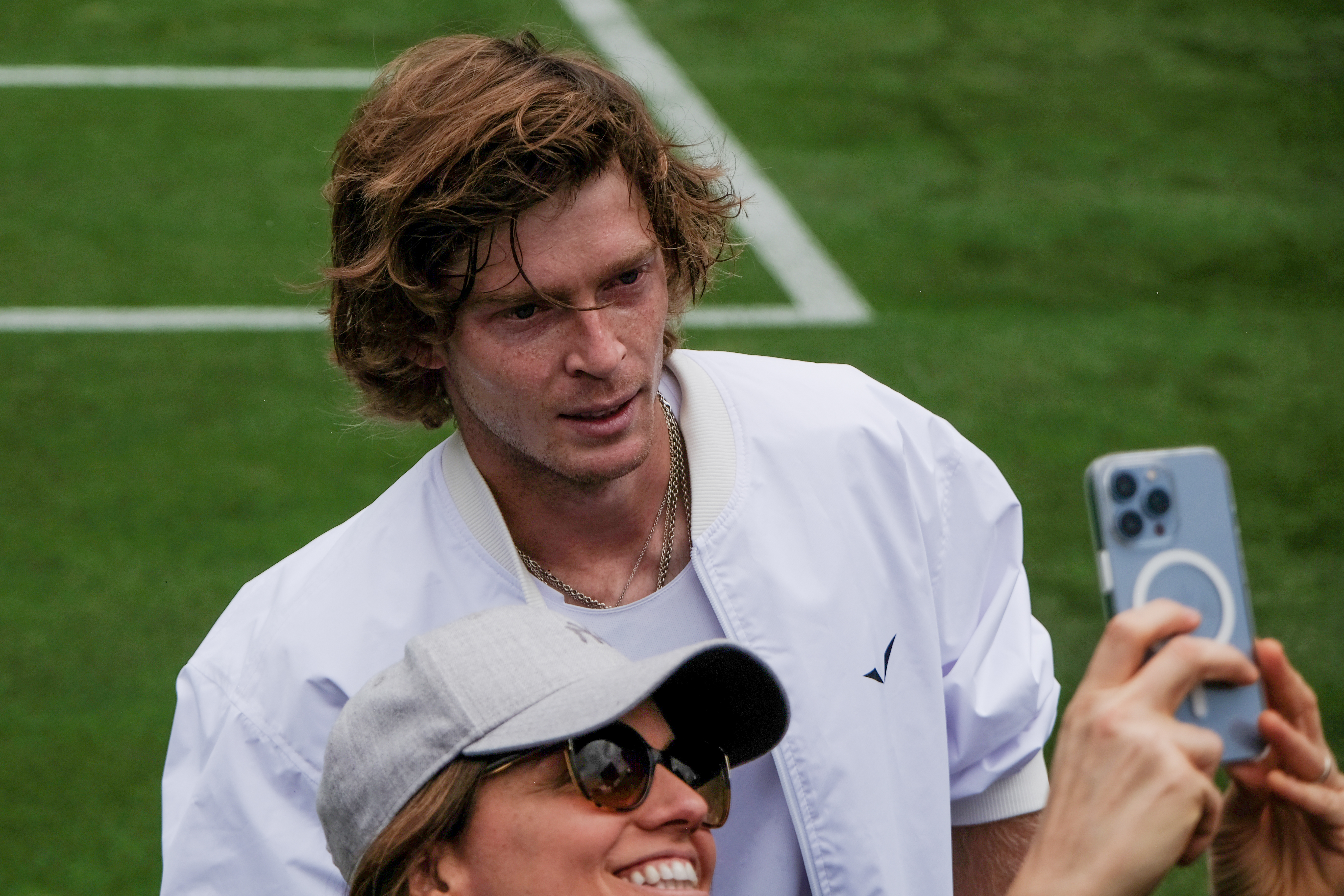
Уимблдон 2023 года

В конце июня Рублёв второй раз в карьере дошёл до финала турнира ATP на траве, в Халле он проиграл в решающем матче Александру Бублику (3-6, 6-3, 3-6). На Уимблдоне Рублёв впервые в карьере дошёл до четвертьфинала (суммарно восьмой четвертьфинал турнира Большого шлема), по дороге одолев Макса Перселла, Аслана Карацева, Давида Гоффена и Александра Бублика. В четвертьфинале Рублёв проиграл Джоковичу — 6-4, 1-6, 4-6, 3-6.
В июле Рублёв выиграл турнир ATP 250 в Бостаде на грунте, победив в финале 4-ю ракетку мира Каспера Рууда в двух сетах — 7-6(3), 6-0. Рублёв выиграл турнир в летние месяцы впервые с 2017 года.

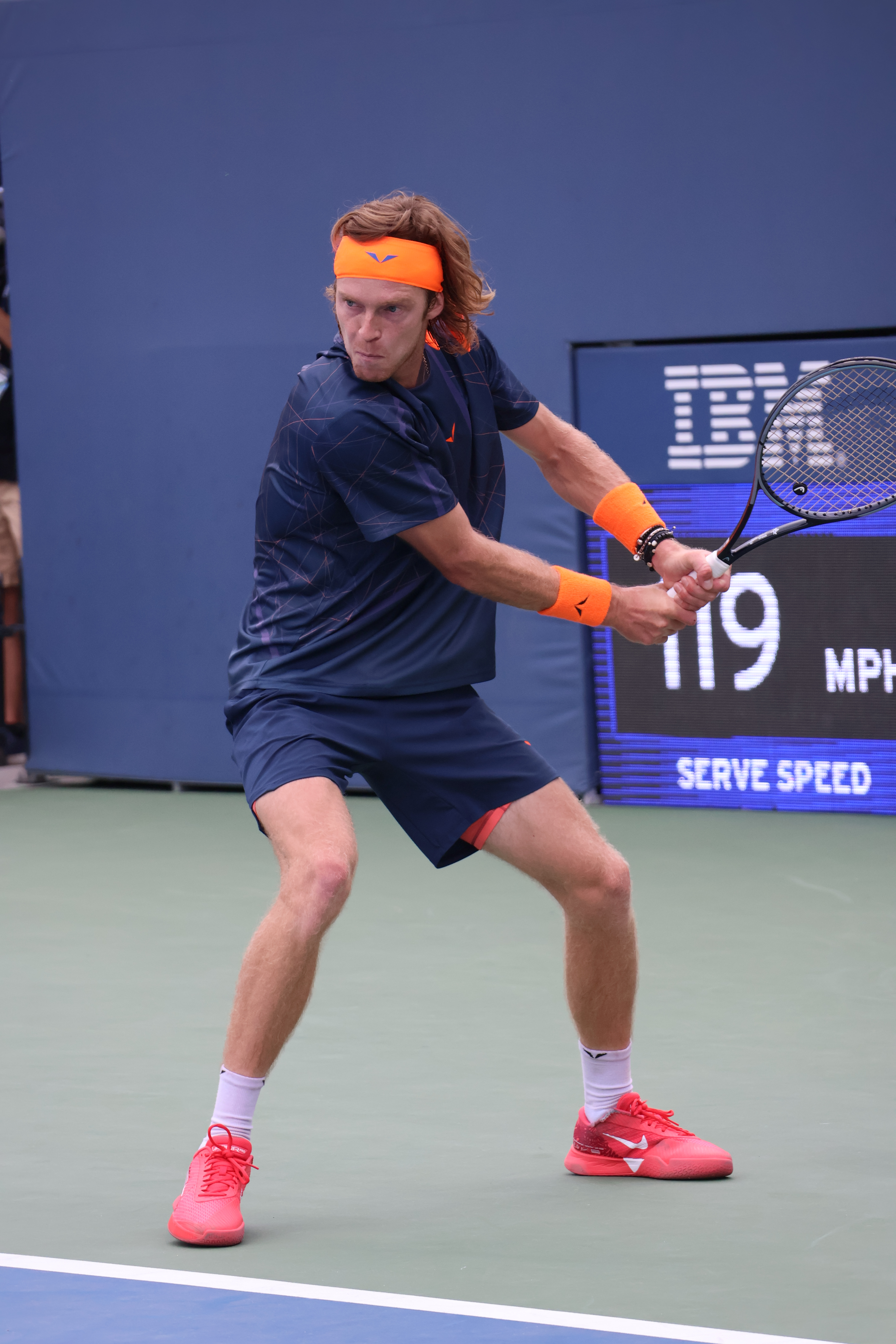
Открытый чемпионат США 2023

На Открытом чемпионате США Рублёв был посеян под 8-м номером и четвёртый раз в карьере дошёл до стадии 1/4 финала на этом турнире Большого шлема, где уступил в трёх сетах Даниилу Медведеву (4-6, 3-6, 4-6).
В сентябре впервые стал чемпионом выставочного турнира Ultimate Tennis Showdown (UTS)[en], обыграв в финале Григора Димитрова.
В середине октября в Шанхае Рублёв 4-й раз в карьере дошёл до финала турнира серии Мастерс, не проиграв в пяти матчах ни одного сета. Победа в полуфинале над Григором Димитровым стала для Рублёва 50-м выигранным матчем в сезоне на уровне ATP. В решающем матче Рублёв уступил 17-й ракетке мира поляку Хуберту Хуркачу со счётом 3-6, 6-3, 6-7(8), хотя имел матчбол на тай-брейке третьего сета на подаче соперника, который Хуркач отыграл эйсом. Рублёв проиграл третий из четырёх финалов на Мастерсах. Для Рублёва это был шестой в сезоне 2023 года финал турнира ATP (2 победы — 4 поражения), ранее он не играл в финалах чаще 5 раз за сезон. По итогам турнира Рублёв вернулся на пятую строчку рейтинга впервые с февраля 2023 года. 16 октября также поднялся на высшее в карьере 48-е место в парном рейтинге.
На Итоговом турнире в Турине Рублёв проиграл три матча в двух сетах — Карлосу Алькарасу, Даниилу Медведеву и Александру Звереву.
В декабре совместно с Даниилом Медведевым, Миррой Андреевой и Софией Кенин стал победителем командного выставочного турнира World Tennis League (WTL).

### Сезон 2024: победа на Мастерсе в Мадриде
7 января выиграл турнир ATP 250 в Гонконге, переиграв в финале Эмиля Руусувуори со счётом 6-4, 6-4. Таким образом, Рублёв завоевал 15-й одиночный титул ATP и сравнялся по их числу с соотечественником Маратом Сафиным.
В середине января на Открытом чемпионате Австралии Рублёв, посеянный под пятым номером, в первом круге победил бразильца Тиагу Зайбота Вилда, во втором круге — американца Кристофера Юбэнкса, в третьем круге —Себастьяна Корду. В четвёртом круге Рублёв за 4 часа и 14 минут обыграл 10-ю ракетку мира австралийца Алекса де Минора — 6-4 6-7(5), 6-7(4), 6-3, 6-0. В 1/4 финала Рублёв в трёх сетах уступил 4-й ракетке мира Яннику Синнеру. Во втором сете на тай-брейке Рублёв вёл 5-1, но проиграл 6 мячей подряд. Это было 10-е поражение Рублёва в 10 четвертьфиналах турниров Большого шлема за карьеру (третье в Австралии). При этом Рублёв пятый сезон подряд сыграл как минимум в одном четвертьфинале турнира Большого шлема.
Следующим турниром для Андрея стал пятисотник в Роттердаме. В первом круге Рублёв обыграл Зизу Бергса (7-5, 6-3), во втором Феликса Оже-Альясима (3-6, 7-6(6), 7-5), однако в четвертьфинале потерпел поражение от Алекса де Минора (6-7(5), 6-4, 3-6). Вслед за этим в Дохе Андрей проиграл в 1/4 финала восемнадцатилетнему Якубу Меншику (4-6, 6-7(6)).
На турнире в Дубае Андрей дошел до полуфинала, в котором случился инцидент с линейным арбитром, который зафиксировал аут, однако Андрей остался недоволен таким решением и накричал на линейного. Позже другой русскоговорящий линейный арбитр сообщил супервайзеру о нарушении Андрея, за что Рублёва сняли с турнира и лишили всех заработанных рейтинговых очков и призовых. Россиянину удалось частично оспорить решение судей, и ему были возвращены 200 очков, а штраф уменьшился до около 35 тысяч евро.
Андрей принял участие в турнире в Индиан-Уэлсе, где во втором круге обыграл Энди Маррея, но в третьем круге сенсационно проиграл чеху Иржи Легечке (4-6, 4-6).
В декабре совместно с Даниилом Медведевым, Миррой Андреевой и Софией Кенин во второй раз подряд стал победителем командного выставочного турнира World Tennis League (WTL) в Абу-Даби — в этот раз выступая совместно с Денисом Шаповаловым, Еленой Рыбакиной и Каролин Гарсией. Затем также выиграл командный выставочный турнир в Макао, выступая за команду Майкла Чанга против команды Ли На.

### 2025
В середине января участвовал на Открытом чемпионате Австралии, где в первом круге встретился с 112-й ракеткой мира 18-летним бразильцем Жуаном Фонсекой, которому сенсационно проиграл со счётом 6-7(1-7) 3-6 6-7(5-7).
В конце февраля выиграл турнир серии ATP 500 на харде в Дохе. В финале Рублёв обыграл Джека Дрейпера со счётом 7-5 5-7 6-1. Рублёв второй раз в карьере выиграл турнир в Дохе после 2020 года. После титула в Дохе Рублёв трижды подряд проигрывал уже свой первый матч на турнире, в том числе на турнирах серии Masters на харде в Индиан-Уэллсе и Майами. На турнире серии Masters в Монте-Карло проиграл во втором матче 15-й ракетке мира Артюру Фису.

## Рейтинг на конец года
| Год  | Одиночный рейтинг | Парный рейтинг |
| ---- | ----------------- | -------------- |
| 2024 | 8                 | 334            |
| 2023 | 5                 | 46             |
| 2022 | 8                 | 116            |
| 2021 | 5                 | 74             |
| 2020 | 8                 | 81             |
| 2019 | 23                | 75             |
| 2018 | 68                | 127            |
| 2017 | 39                | 316            |
| 2016 | 156               | 419            |
| 2015 | 185               | 129            |
| 2014 | 437               | 446            |
| 2013 | 651               | 1202           |

## Выступления на турнирах

### Финалы турнировATPв одиночном разряде (28)

#### Победы (17)
| Легенда                    |
| -------------------------- |
| Турниры Большого шлема (0) |
| Итоговый турнир ATP (0)    |
| Олимпиада (0+0+1)*         |
| Мастерс (2+1)              |
| АТР 500 (6)                |
| АТР 250 (9+3)              |

| Титулы по покрытиям | Титулы по месту проведения матчей турнира |
| ------------------- | ----------------------------------------- |
| Хард (11+3+1)*      | Зал (6+2)                                 |
| Грунт (6+1)         | Зал (6+2)                                 |
| Трава (0)           | Открытый воздух (11+2+1)                  |
| Ковёр (0)           | Открытый воздух (11+2+1)                  |

* количество побед в одиночном разряде + количество побед в парном разряде + количество побед в миксте.
| №   | Дата             | Турнир                  | Покрытие   | Соперник в финале   | Счёт           |
| 1.  | 23 июля 2017     | Умаг, Хорватия          | Грунт      | Паоло Лоренци       | 6-4 6-2        |
| 2.  | 20 октября 2019  | Москва, Россия          | Хард (зал) | Адриан Маннарино    | 6-4 6-0        |
| 3.  | 11 января 2020   | Доха, Катар             | Хард       | Корантен Муте       | 6-2 7-6(3)     |
| 4.  | 18 января 2020   | Аделаида, Австралия     | Хард       | Ллойд Харрис        | 6-3 6-0        |
| 5.  | 27 сентября 2020 | Гамбург, Германия       | Грунт      | Стефанос Циципас    | 6-4 3-6 7-5    |
| 6.  | 18 октября 2020  | Санкт-Петербург, Россия | Хард (зал) | Борна Чорич         | 7-6(5) 6-4     |
| 7.  | 1 ноября 2020    | Вена, Австрия           | Хард (зал) | Лоренцо Сонего      | 6-4 6-4        |
| 8.  | 7 марта 2021     | Роттердам, Нидерланды   | Хард (зал) | Мартон Фучович      | 7-6(4) 6-4     |
| 9.  | 20 февраля 2022  | Марсель, Франция        | Хард (зал) | Феликс Оже-Альяссим | 7-5 7-6(4)     |
| 10. | 26 февраля 2022  | Дубай, ОАЭ              | Хард       | Иржи Веселый        | 6-3 6-4        |
| 11. | 24 апреля 2022   | Белград, Сербия         | Грунт      | Новак Джокович      | 6-2 6-7(4) 6-0 |
| 12. | 16 октября 2022  | Хихон, Испания          | Хард (зал) | Себастьян Корда     | 6-2 6-3        |
| 13. | 16 апреля 2023   | Монте-Карло, Монако     | Грунт      | Хольгер Руне        | 5-7 6-2 7-5    |
| 14. | 23 июля 2023     | Бостад, Швеция          | Грунт      | Каспер Рууд         | 7-6(3) 6-0     |
| 15. | 7 января 2024    | Гонконг, Китай          | Хард       | Эмиль Руусувуори    | 6-4 6-4        |
| 16. | 5 мая 2024       | Мадрид, Испания         | Грунт      | Феликс Оже-Альяссим | 4-6 7-5 7-5    |
| 17. | 22 февраля 2025  | Доха, Катар (2)         | Хард       | Джек Дрейпер        | 7-5 5-7 6-1    |

#### Поражения (11)
| №   | Дата            | Турнир                          | Покрытие | Соперник в финале   | Счёт           |
| 1.  | 6 января 2018   | Доха, Катар                     | Хард     | Гаэль Монфис        | 2-6 3-6        |
| 2.  | 28 июля 2019    | Гамбург, Германия               | Грунт    | Николоз Басилашвили | 5-7 6-4 3-6    |
| 3.  | 18 апреля 2021  | Монте-Карло, Монако             | Грунт    | Стефанос Циципас    | 3-6 3-6        |
| 4.  | 20 июня 2021    | Халле, Германия                 | Трава    | Уго Эмбер           | 3-6 6-7(4)     |
| 5.  | 22 августа 2021 | Цинциннати, США                 | Хард     | Александр Зверев    | 2-6 3-6        |
| 6.  | 4 марта 2023    | Дубай, ОАЭ                      | Хард     | Даниил Медведев     | 2-6 2-6        |
| 7.  | 23 апреля 2023  | Баня-Лука, Босния и Герцеговина | Грунт    | Душан Лайович       | 3-6 6-4 4-6    |
| 8.  | 25 июня 2023    | Халле, Германия (2)             | Трава    | Александр Бублик    | 3-6 6-3 3-6    |
| 9.  | 15 октября 2023 | Шанхай, Китай                   | Хард     | Хуберт Хуркач       | 3-6 6-3 6-7(8) |
| 10. | 12 августа 2024 | Монреаль, Канада                | Хард     | Алексей Попырин     | 2-6 4-6        |
| 11. | 24 мая 2025     | Гамбург, Германия (2)           | Грунт    | Флавио Коболли      | 2-6 4-6        |

### Финалы выставочных турнировATPв одиночном разряде (1)

#### Поражения (1)
| №  | Дата           | Турнир                      | Покрытие   | Соперник в финале | Счёт                  |
| 1. | 11 ноября 2017 | Финал ATP не старше 21 года | Хард (зал) | Чон Хён           | 4-3(7) 3-4(2) 2-4 2-4 |

### Финалы челленджеров и фьючерсов в одиночном разряде (10)

#### Победы (5)
| Условные обозначения |
| -------------------- |
| Челленджеры (1+2*)   |
| Фьючерсы (4+1)       |

| Титулы по покрытиям | Титулы по месту проведения матчей турнира |
| ------------------- | ----------------------------------------- |
| Хард (3+1*)         | Зал (2+1)                                 |
| Грунт (2+2)         | Зал (2+1)                                 |
| Трава (0)           | Открытый воздух (3+2)                     |
| Ковёр (0)           | Открытый воздух (3+2)                     |

* количество побед в одиночном разряде + количество побед в парном разряде.
| №  | Дата            | Турнир                                  | Покрытие   | Соперник в финале | Счёт           |
| 1. | 17 ноября 2013  | Брейдентон, США                         | Грунт      | Мартиньш Поджус   | 3-6 7-6(6) 6-3 |
| 2. | 8 марта 2014    | Актобе, Казахстан                       | Хард (зал) | Ярослав Шило      | 6-4 3-6 6-3    |
| 3. | 31 мая 2014     | Москва, Россия                          | Грунт      | Станислав Вовк    | 6-0 6-4        |
| 4. | 20 декабря 2014 | Санто-Доминго, Доминиканская Республика | Хард       | Митчелл Крюгер    | 6-2 6-4        |
| 5. | 6 марта 2016    | Кемпер, Франция                         | Хард (зал) | Поль-Анри Матьё   | 6-7(6) 6-4 6-4 |

#### Поражения (5)
| №  | Дата            | Турнир                    | Покрытие    | Соперник в финале | Счёт              |
| 1. | 17 августа 2013 | Минск, Беларусь           | Хард        | Егор Герасимов    | 6-7(2) 6-4 4-6    |
| 2. | 1 ноября 2014   | Тарту, Эстония            | Ковёр (зал) | Дмитрий Жирмонт   | 4-6 2-6           |
| 3. | 13 ноября 2016  | Муйрон-ле-Каптиф, Франция | Хард (зал)  | Жюльен Беннето    | 5-7 6-2 3-6       |
| 4. | 29 января 2017  | Рен, Франция              | Хард (зал)  | Владимир Игнатик  | 7-6(6) 3-6 6-7(5) |
| 5. | 3 марта 2019    | Индиан-Уэлс, США          | Хард        | Кайл Эдмунд       | 3-6 2-6           |

### Финалы турнировATPв парном разряде (8)

#### Победы (4)
| №  | Дата            | Турнир           | Покрытие   | Партнёр          | Соперники в финале            | Счёт           |
| 1. | 25 октября 2015 | Москва, Россия   | Хард (зал) | Дмитрий Турсунов | Раду Албот Франтишек Чермак   | 2-6 6-1 [10-6] |
| 2. | 12 марта 2021   | Доха, Катар      | Хард       | Аслан Карацев    | Маркус Даниэлл Филипп Освальд | 7-5 6-4        |
| 3. | 20 февраля 2022 | Марсель, Франция | Хард       | Денис Молчанов   | Равен Класен Бен Маклахлан    | 4-6 7-5 [10-7] |
| 4. | 6 мая 2023      | Мадрид, Испания  | Грунт      | Карен Хачанов    | Рохан Бопанна Мэттью Эбден    | 6-3 3-6 [10-3] |

#### Поражения (4)
| №  | Дата            | Турнир           | Покрытие   | Партнёр       | Соперники в финале        | Счёт              |
| 1. | 31 марта 2018   | Майами, США      | Хард       | Карен Хачанов | Боб Брайан Майк Брайан    | 6-4 6-7(5) [4-10] |
| 2. | 3 ноября 2019   | Париж, Франция   | Хард (зал) | Карен Хачанов | Николя Маю Пьер-Юг Эрбер  | 4-6 1-6           |
| 3. | 16 октября 2021 | Индиан-Уэлс, США | Хард       | Аслан Карацев | Джон Пирс Филип Полашек   | 3-6 6-7(5)        |
| 4. | 5 января 2025   | Гонконг          | Хард       | Карен Хачанов | Сандер Арендс Люк Джонсон | 5-7 6-4 [7-10]    |

### Финалы челленджеров и фьючерсов в парном разряде (5)

#### Победы (3)
| №  | Дата           | Турнир         | Покрытие   | Партнёр        | Соперники в финале                 | Счёт       |
| 1. | 16 мая 2014    | Теплице, Чехия | Грунт      | Андрей Капаш   | Робин Станек Давид Шкох            | 7-5 6-2    |
| 2. | 8 февраля 2015 | Даллас, США    | Хард (зал) | Денис Молчанов | Луис Патиньо Ханс Хач Вердуго      | 6-4 7-6(5) |
| 3. | 4 июля 2015    | Падуя, Италия  | Грунт      | Михаил Елгин   | Федерико Гайо Алессандро Джаннесси | 6-4 7-6(4) |

#### Поражения(2)
| №  | Дата         | Турнир            | Покрытие | Партнёр         | Соперники в финале                    | Счёт           |
| 1. | 12 июля 2013 | Пловдив, Болгария | Грунт    | Ярослав Шило    | Александр Лазов Ласло Уррутиа Фуэнтес | 6-4 3-6 [8-10] |
| 2. | 31 мая 2014  | Москва, Россия    | Грунт    | Денис Мацукевич | Станислав Вовк Егор Герасимов         | 6-2 4-6 [8-10] |

### Финалы Олимпийских турниров в смешанном парном разряде (1)

#### Победы (1)
| №  | Год  | Турнир        | Покрытие | Партнёр                | Соперники в финале          | Счёт               |
| 1. | 2021 | Токио, Япония | Хард     | Анастасия Павлюченкова | Елена Веснина Аслан Карацев | 6-3 6-7(5) [13-11] |

### Финалы командных турниров (2)

#### Победы (2)
| №  | Год  | Турнир       | Команда                                                           | Соперник в финале                                              | Счёт |
| 1. | 2021 | Кубок ATP    | Россия · Е. Донской, А. Карацев, Д. Медведев, А. Рублёв           | Италия · М. Берреттини, С. Болелли, А. Вавассори, Ф. Фоньини   | 2-0  |
| 2. | 2021 | Кубок Дэвиса | Россия Е. Донской, А. Карацев, Д. Медведев, А. Рублёв, К. Хачанов | Хорватия Б. Гойо, Н. Мектич, М. Павич, Н. Сердарушич, М. Чилич | 2-0  |

## История выступлений на турнирах
По состоянию на 9 июня 2025 года
| Турнир                       | 2013                     | 2014                     | 2015                     | 2016                     | 2017                     | 2018                     | 2019                     | 2020              | 2021              | 2022              | 2023              | 2024              | 2025          | Итог   | В/П за карьеру |
| ---------------------------- | ------------------------ | ------------------------ | ------------------------ | ------------------------ | ------------------------ | ------------------------ | ------------------------ | ----------------- | ----------------- | ----------------- | ----------------- | ----------------- | ------------- | ------ | -------------- |
| Турниры Большого шлема       |                          |                          |                          |                          |                          |                          |                          |                   |                   |                   |                   |                   |               |        |                |
| Открытый чемпионат Австралии | -                        | -                        | -                        | -                        | 2Р                       | 3Р                       | 1Р                       | 4Р                | 1/4               | 3Р                | 1/4               | 1/4               | 1Р            | 0 / 9  | 20-9           |
| Открытый чемпионат Франции   | -                        | -                        | -                        | К2                       | 1Р                       | -                        | -                        | 1/4               | 1Р                | 1/4               | 3Р                | 3Р                | 4Р            | 0 / 7  | 14-7           |
| Уимблдонский турнир          | -                        | -                        | К2                       | К2                       | 2Р                       | -                        | 2Р                       | НП                | 4Р                | -                 | 1/4               | 1Р                |               | 0 / 5  | 9-5            |
| Открытый чемпионат США       | -                        | -                        | 1Р                       | К1                       | 1/4                      | 1Р                       | 4Р                       | 1/4               | 3Р                | 1/4               | 1/4               | 4Р                |               | 0 / 9  | 24-9           |
| Итог                         | 0 / 0                    | 0 / 0                    | 0 / 1                    | 0 / 0                    | 0 / 4                    | 0 / 2                    | 0 / 3                    | 0 / 3             | 0 / 4             | 0 / 3             | 0 / 4             | 0 / 4             | 0 / 2         | 0 / 30 |                |
| В/П в сезоне                 | 0-0                      | 0-0                      | 0-1                      | 0-0                      | 6-4                      | 2-2                      | 4-3                      | 11-3              | 9-4               | 10-3              | 14-4              | 9-4               | 2-2           |        | 67-30          |
| Итоговые турниры             |                          |                          |                          |                          |                          |                          |                          |                   |                   |                   |                   |                   |               |        |                |
| Итоговый турнир ATP          | -                        | -                        | -                        | -                        | -                        | -                        | -                        | Группа            | Группа            | 1/2               | Группа            | Группа            |               | 0 / 5  | 4-12           |
| Олимпийские игры             |                          |                          |                          |                          |                          |                          |                          |                   |                   |                   |                   |                   |               |        |                |
| Летняя Олимпиада             | Не проводился            | Не проводился            | Не проводился            | -                        | Не проводился            | Не проводился            | Не проводился            | Не проводился     | 1Р                | Не проводился     | Не проводился     | -                 | НП            | 0 / 1  | 0-1            |
| Турниры Мастерс              |                          |                          |                          |                          |                          |                          |                          |                   |                   |                   |                   |                   |               |        |                |
| Индиан-Уэлс                  | -                        | -                        | -                        | К2                       | К1                       | 2Р                       | 3Р                       | НП                | 3Р                | 1/2               | 4Р                | 3Р                | 2Р            | 0 / 7  | 9-7            |
| Майами                       | -                        | -                        | 2Р                       | 1Р                       | 2Р                       | 2Р                       | 3Р                       | НП                | 1/2               | 2Р                | 4Р                | 2Р                | 2Р            | 0 / 10 | 10-10          |
| Монте-Карло                  | -                        | -                        | -                        | 1Р                       | К1                       | 2Р                       | 1Р                       | НП                | Ф                 | 3Р                | П                 | 2Р                | 3Р            | 1 / 8  | 12-7           |
| Мадрид                       | -                        | -                        | -                        | -                        | -                        | -                        | -                        | НП                | 3Р                | 1/4               | 4Р                | П                 | 3Р            | 1 / 5  | 11-4           |
| Рим                          | -                        | -                        | K2                       | -                        | -                        | -                        | -                        | 2Р                | 1/4               | 2Р                | 4Р                | 3Р                | 2Р            | 0 / 6  | 6-6            |
| Торонто/Монреаль             | -                        | -                        | -                        | -                        | -                        | 1Р                       | K1                       | НП                | 3Р                | 2Р                | 2Р                | Ф                 |               | 0 / 5  | 5-5            |
| Цинциннати                   | -                        | -                        | -                        | -                        | K1                       | 1Р                       | 1/4                      | 1Р                | Ф                 | 3Р                | 2Р                | 1/4               |               | 0 / 7  | 10-7           |
| Шанхай                       | -                        | -                        | -                        | -                        | 2Р                       | 1Р                       | 3Р                       | Не проводился     | Не проводился     | Не проводился     | Ф                 | 2Р                |               | 0 / 5  | 8-5            |
| Париж                        | -                        | -                        | -                        | -                        | 1Р                       | -                        | 1Р                       | 3Р                | 2Р                | 3Р                | 1/2               | 2Р                |               | 0 / 7  | 5-7            |
| Турниры ATP 500              |                          |                          |                          |                          |                          |                          |                          |                   |                   |                   |                   |                   |               |        |                |
| Роттердам                    | -                        | -                        | -                        | -                        | К1                       | 1/4                      | К2                       | 1/4               | П                 | 1/2               | 1Р                | 1/4               | 1/4           | 1 / 7  | 16-6           |
| Доха                         | Не турнир ATP 500        | Не турнир ATP 500        | Не турнир ATP 500        | Не турнир ATP 500        | Не турнир ATP 500        | Не турнир ATP 500        | Не турнир ATP 500        | Не турнир ATP 500 | Не турнир ATP 500 | Не турнир ATP 500 | Не турнир ATP 500 | Не турнир ATP 500 | П             | 1 / 1  | 5-0            |
| Акапулько                    | -                        | -                        | -                        | -                        | -                        | 1Р                       | -                        | -                 | -                 | -                 | -                 | -                 | -             | 0 / 1  | 0-1            |
| Дубай                        | -                        | -                        | -                        | -                        | К1                       | -                        | -                        | 1/4               | 1/2               | П                 | Ф                 | 1/2               | 1P            | 1 / 6  | 17-5           |
| Барселона                    | -                        | -                        | 2Р                       | К1                       | К1                       | -                        | К1                       | НП                | 1/4               | -                 | -                 | 2Р                | 2Р            | 0 / 4  | 4-4            |
| Халле                        | -                        | -                        | -                        | К1                       | 1/4                      | -                        | К1                       | НП                | Ф                 | 1Р                | Ф                 | 1Р                |               | 0 / 5  | 10-5           |
| Гамбург                      | -                        | -                        | -                        | -                        | 1Р                       | -                        | Ф                        | П                 | -                 | 2Р                | 2Р                | -                 | Ф             | 1 / 6  | 15-5           |
| Вашингтон                    | -                        | -                        | -                        | -                        | -                        | 1/2                      | 1Р                       | НП                | -                 | 1/2               | -                 | 1/4               |               | 0 / 4  | 8-4            |
| Пекин                        | -                        | -                        | -                        | -                        | 1/4                      | 2Р                       | 2Р                       | Не проводился     | Не проводился     | Не проводился     | 2Р                | 1/4               |               | 0 / 5  | 7-5            |
| Астана                       | Не турнир основного тура | Не турнир основного тура | Не турнир основного тура | Не турнир основного тура | Не турнир основного тура | Не турнир основного тура | Не турнир основного тура | Не турнир ATP 500 | Не турнир ATP 500 | 1/2               | -                 | -                 |               | 0 / 1  | 3-1            |
| Вена                         | N500                     | N500                     | -                        | -                        | 1Р                       | 2Р                       | 1/4                      | П                 | -                 | 2Р                | 1/2               | -                 |               | 1 / 6  | 12-5           |
| Базель                       | -                        | -                        | -                        | -                        | -                        | -                        | -                        | Не проводился     | Не проводился     | -                 | -                 | 1/4               |               | 0 / 1  | 2-1            |
| Турниры ATP 250              |                          |                          |                          |                          |                          |                          |                          |                   |                   |                   |                   |                   |               |        |                |
| Гонконг                      | Не проводился            | Не проводился            | Не проводился            | Не проводился            | Не проводился            | Не проводился            | Не проводился            | Не проводился     | Не проводился     | Не проводился     | Не проводился     | П                 | 2P            | 1 / 2  | 4-1            |
| Доха                         | -                        | -                        | -                        | -                        | -                        | Ф                        | 2Р                       | П                 | 1/2               | -                 | 1/4               | 1/4               | N500          | 1 / 5  | 11-5           |
| Ченнаи/Пуна                  | -                        | -                        | -                        | 2Р                       | -                        | -                        | -                        | -                 | -                 | -                 | -                 | -                 | -             | 0 / 1  | 1-1            |
| Сидней / Аделаида            | -                        | -                        | -                        | -                        | -                        | -                        | 2Р                       | П                 | -                 | -                 | 1Р/2Р             | -                 | -             | 1 / 4  | 5-3            |
| Монпелье                     | -                        | -                        | -                        | -                        | -                        | 1/4                      | -                        | -                 | -                 | -                 | -                 | -                 | 1/2           | 0 / 2  | 4-2            |
| Марсель                      | -                        | -                        | -                        | -                        | 1Р                       | -                        | 1/4                      | -                 | -                 | П                 | -                 | -                 | -             | 1 / 3  | 6-2            |
| Делрей-Бич                   | -                        | -                        | 2Р                       | К1                       | -                        | -                        | -                        | -                 | -                 | -                 | -                 | -                 | -             | 0 / 1  | 1-1            |
| Белград                      | Не проводился            | Не проводился            | Не проводился            | Не проводился            | Не проводился            | Не проводился            | Не проводился            | Не проводился     | -                 | П                 | НП                | -                 |               | 1 / 1  | 4-0            |
| Баня-Лука                    | Не проводился            | Не проводился            | Не проводился            | Не проводился            | Не проводился            | Не проводился            | Не проводился            | Не проводился     | Не проводился     | Не проводился     | Ф                 | -                 | -             | 0 / 1  | 3-1            |
| Стамбул                      | -                        | -                        | 2Р                       | 1Р                       | -                        | -                        | Не проводился            | Не проводился     | Не проводился     | Не проводился     | Не проводился     | Не проводился     | Не проводился | 0 / 2  | 1-2            |
| Мюнхен                       | -                        | -                        | -                        | -                        | -                        | -                        | К2                       | НП                | -                 | -                 | -                 | -                 | -             | 0 / 0  | 0-0            |
| Женева                       | -                        | -                        | 2Р                       | -                        | -                        | -                        | -                        | НП                | -                 | -                 | -                 | -                 | -             | 0 / 1  | 1-1            |
| Истборн                      | -                        | -                        | -                        | -                        | -                        | -                        | К2                       | НП                | -                 | -                 | -                 | -                 |               | 0 / 0  | 0-0            |
| Бостад                       | -                        | -                        | -                        | -                        | -                        | -                        | -                        | НП                | -                 | 1/2               | П                 | 2Р                |               | 1 / 3  | 6-2            |
| Умаг                         | -                        | -                        | 1Р                       | -                        | П                        | 1/4                      | 2Р                       | НП                | -                 | -                 | -                 | 1/2               |               | 1 / 5  | 9-4            |
| Гштад                        | -                        | -                        | 1Р                       | -                        | -                        | 2Р                       | -                        | НП                | -                 | -                 | -                 | -                 |               | 0 / 2  | 0-2            |
| Уинстон-Сейлем               | -                        | -                        | -                        | -                        | 2Р                       | 2Р                       | 1/4                      | НП                | -                 | -                 | -                 | -                 |               | 0 / 3  | 4-3            |
| Санкт-Петербург              | -                        | -                        | 1Р                       | 2Р                       | -                        | 2Р                       | 1/4                      | П                 | 1/4               | Не проводился     | Не проводился     | Не проводился     | Не проводился | 1 / 5  | 9-5            |
| Чэнду                        | НП                       | НП                       | НП                       | НП                       | 1Р                       | -                        | -                        | Не проводился     | Не проводился     | Не проводился     | -                 | -                 |               | 0 / 1  | 0-1            |
| Сан-Диего                    | Не проводился            | Не проводился            | Не проводился            | Не проводился            | Не проводился            | Не проводился            | Не проводился            | Не проводился     | 1/2               | -                 | НП                | НП                | НП            | 0 / 1  | 2-1            |
| Хихон                        | Не проводился            | Не проводился            | Не проводился            | Не проводился            | Не проводился            | Не проводился            | Не проводился            | Не проводился     | Не проводился     | П                 | НП                | НП                | НП            | 1 / 1  | 4-0            |
| Москва                       | К1                       | 1Р                       | 1Р                       | К1                       | 1Р                       | 1Р                       | П                        | НП                | 2Р                | Не проводился     | Не проводился     | Не проводился     | Не проводился | 1 / 5  | 5-5            |
| Валенсия                     | -                        | -                        | 2Р                       | Не проводился            | Не проводился            | Не проводился            | Не проводился            | Не проводился     | Не проводился     | Не проводился     | Не проводился     | Не проводился     | Не проводился | 0 / 1  | 1-1            |
| Стокгольм                    | -                        | -                        | -                        | -                        | -                        | -                        | -                        | НП                | -                 | -                 | -                 | 1/4               |               | 0 / 1  | 1-1            |
| Мец                          | -                        | -                        | -                        | -                        | -                        | -                        | -                        | НП                | -                 | -                 | -                 | 1/4               |               | 0 / 1  | 1-0            |
| Статистика за карьеру        |                          |                          |                          |                          |                          |                          |                          |                   |                   |                   |                   |                   |               |        |                |
| Проведено финалов*           | 0                        | 0                        | 0                        | 0                        | 1                        | 1                        | 2                        | 5                 | 4                 | 4                 | 6                 | 3                 | 2             |        | 28             |
| Выиграно турниров*           | 0                        | 0                        | 0                        | 0                        | 1                        | 0                        | 1                        | 5                 | 1                 | 4                 | 2                 | 2                 | 1             |        | 17             |
| В/П: всего*                  | 0-0                      | 1-1                      | 8-13                     | 3-5                      | 21-18                    | 20-23                    | 38-19                    | 41-10             | 53-23             | 51-20             | 56-26             | 43-26             | 17-13         |        | 352-197        |
| Σ % побед                    | 0 %                      | 50 %                     | 38 %                     | 38 %                     | 54 %                     | 47 %                     | 65 %                     | 80 %              | 70 %              | 72 %              | 68 %              | 62 %              | 57 %          |        | 64,1 %         |

| Турнир                                | 2013 | 2014 | 2015 | 2016  | 2017 | Итог  | В/П за карьеру |
| ------------------------------------- | ---- | ---- | ---- | ----- | ---- | ----- | -------------- |
|                                       |      |      |      |       |      |       |                |
| Турниры ATP Challenger (до 2017 года) |      |      |      |       |      |       |                |
| Ренн                                  | -    | -    | -    | -     | Ф    | 0 / 1 | 4-1            |
| Даллас                                | -    | -    | 1/4  | 1Р    | -    | 0 / 2 | 2-2            |
| Кемпер                                | -    | -    | -    | П     | 1/2  | 1 / 2 | 8-1            |
| Шербур                                | -    | -    | -    | 2Р    | -    | 0 / 1 | 1-1            |
| Казань                                | 1Р   | 1Р   | -    | -     | НП   | 0 / 2 | 0-2            |
| Ирвинг                                | -    | -    | -    | 1/4   | 1/2  | 0 / 2 | 5-2            |
| Рим                                   | -    | -    | 2Р   | -     | -    | 0 / 1 | 1-1            |
| Хайльбронн                            | -    | -    | -    | 1Р    | -    | 0 / 1 | 0-1            |
| Экс-ан-Прован                         | -    | -    | -    | -     | 2Р   | 0 / 1 | 1-1            |
| Виченца                               | -    | -    | 1Р   | 1Р    | -    | 0 / 2 | 0-2            |
| Москва                                | НП   | НП   | 1/2  | 2Р    | НП   | 0 / 2 | 4-2            |
| Кальтаниссетта                        | -    | -    | -    | -     | 2Р   | 0 / 1 | 1-1            |
| Падуя                                 | -    | -    | 1Р   | -     | -    | 0 / 1 | 0-1            |
| Марбург                               | -    | -    | -    | 2Р    | -    | 0 / 1 | 1-1            |
| Бостад                                | -    | -    | -    | 2Р    | -    | 0 / 1 | 1-1            |
| Астана                                | -    | 1Р   | -    | -     | -    | 0 / 1 | 0-1            |
| Реканати                              | -    | -    | -    | 2Р    | -    | 0 / 1 | 1-1            |
| Бьелла                                | -    | -    | -    | 1Р    | -    | 0 / 1 | 0-1            |
| Кортина                               | -    | -    | -    | 1/4   | -    | 0 / 1 | 2-1            |
| Аптос                                 | -    | -    | 1Р   | -     | -    | 0 / 1 | 0-1            |
| Комо                                  | -    | -    | -    | 2Р    | -    | 0 / 1 | 1-1            |
| Севилья                               | -    | -    | -    | 1/4   | -    | 0 / 1 | 2-1            |
| Орлеан                                | -    | -    | -    | 1/2   | -    | 0 / 1 | 3-1            |
| Монс                                  | -    | -    | -    | 1/4   | -    | 0 / 1 | 2-1            |
| Будапешт                              | -    | -    | -    | 2Р    | -    | 0 / 1 | 1-1            |
| Эккенталь                             | -    | -    | 1Р   | -     | -    | 0 / 1 | 0-1            |
| Братислава                            | -    | -    | 2Р   | -     | -    | 0 / 1 | 1-1            |
| Муийрон-ле-Каптиф                     | -    | -    | -    | Ф     | -    | 0 / 1 | 4-1            |
| Турниры ATP Futures (до 2017 года)    |      |      |      |       |      |       |                |
| Bulgaria F6                           | 1/4  | -    | -    | -     | -    | 0 / 1 | 2-1            |
| Bulgaria F7                           | 1/4  | -    | -    | -     | -    | 0 / 1 | 2-1            |
| Belarus F1                            | Ф    | -    | -    | -     | -    | 0 / 1 | 4-1            |
| Belarus F2                            | 2Р   | -    | -    | -     | -    | 0 / 1 | 1-1            |
| U.S.A. F31                            | П    | -    | -    | -     | -    | 1 / 1 | 5-0            |
| Kazakhstan F1                         | -    | 1/2  | -    | -     | -    | 0 / 1 | 3-1            |
| Kazakhstan F2                         | -    | П    | -    | -     | -    | 1 / 1 | 5-0            |
| Croatia F6                            | -    | 1Р   | -    | -     | -    | 0 / 1 | 0-1            |
| Czech Republic F1                     | -    | 1Р   | -    | -     | -    | 0 / 1 | 0-1            |
| Russia F3                             | -    | П    | -    | -     | -    | 1 / 1 | 5-0            |
| Kazakhstan F10                        | -    | 1Р   | -    | -     | -    | 0 / 1 | 0-1            |
| Kazakhstan F11                        | -    | 1/4  | -    | -     | -    | 0 / 1 | 2-1            |
| Belarus F4                            | -    | 2Р   | -    | -     | -    | 0 / 1 | 1-1            |
| Estonia F3                            | -    | Ф    | -    | -     | -    | 0 / 1 | 4-1            |
| Dominican Republic F4                 | -    | П    | -    | -     | -    | 1 / 1 | 5-0            |
| Статистика за карьеру                 |      |      |      |       |      |       |                |
| Проведено финалов**                   | 2    | 4    | 0    | 2     |      |       | 8              |
| Выиграно турниров**                   | 1    | 3    | 0    | 1     |      |       | 5              |
| В/П: всего**                          | 14-5 | 25-9 | 7-8  | 27-17 |      |       |                |

К — проигрыш в квалификационном турнире.
* включая турниры Большого шлема, Олимпийские игры, Итоговый чемпионат ATP, турниры серий ATP Мастерс 1000, ATP 500, ATP 250; в количестве финалов учитываются в том числе и победы; в общем количестве побед и поражений учитываются только игры основных сеток.
** включая турниры серий ATP Challenger и ATP Futures; в количестве финалов учитываются в том числе и победы; в общем количестве побед и поражений учитываются только игры основных сеток.

## Победы над теннисистами из топ-10
По состоянию на 9 июня 2025 года
- У Рублева рекорд 27-44 против игроков, которые на момент проведения матча входили в топ-10.

| Сезон | 2014 | 2015 | 2016 | 2017 | 2018 | 2019 | 2020 | 2021 | 2022 | 2023 | 2024 | 2025 | Всего |
| Побед | 0    | 0    | 0    | 1    | 0    | 4    | 4    | 4    | 5    | 5    | 3    | 1    | 27    |

| №    | Игрок                 | Рейтинг | Турнир                       | Покрытие   | Этап       | Счёт                          | Рейтинг Рублёва |
| ---- | --------------------- | ------- | ---------------------------- | ---------- | ---------- | ----------------------------- | --------------- |
| 2017 |                       |         |                              |            |            |                               |                 |
| 1.   | Григор Димитров       | 9       | Открытый чемпионат США       | Хард       | 2-й раунд  | 7-5, 7-6(3), 6-3              | 53              |
| 2019 |                       |         |                              |            |            |                               |                 |
| 2.   | Доминик Тим           | 4       | Гамбург, Германия            | Грунт      | 1/4 финала | 7-6(3), 7-6(5)                | 78              |
| 3.   | Роджер Федерер        | 3       | Цинциннати, США              | Хард       | 3-й раунд  | 6-3, 6-4                      | 70              |
| 4.   | Стефанос Циципас      | 8       | Открытый чемпионат США       | Хард       | 1-й раунд  | 6-4, 6-7(5), 7-6(7), 7-5      | 43              |
| 5.   | Роберто Баутиста Агут | 9       | Кубок Дэвиса                 | Хард (зал) | Группа     | 3-6, 6-3, 7-6(0)              | 23              |
| 2020 |                       |         |                              |            |            |                               |                 |
| 6.   | Маттео Берреттини     | 8       | Открытый чемпионат США       | Хард       | 4-й раунд  | 4-6, 6-3, 6-3, 6-3            | 14              |
| 7.   | Стефанос Циципас      | 6       | Гамбург, Германия            | Грунт      | Финал      | 6-4, 3-6, 7-5                 | 14              |
| 8.   | Доминик Тим           | 3       | Вена, Австрия                | Хард (зал) | 1/4 финала | 7-6(5), 6-2                   | 8               |
| 9.   | Доминик Тим           | 3       | Итоговый турнир ATP          | Хард (зал) | Группа     | 6-2, 7-5                      | 8               |
| 2021 |                       |         |                              |            |            |                               |                 |
| 10.  | Стефанос Циципас      | 6       | Роттердам, Нидерланды        | Хард (зал) | 1/2 финала | 6-3, 7-6(2)                   | 8               |
| 11.  | Рафаэль Надаль        | 3       | Монте-Карло, Монако          | Грунт      | 1/4 финала | 6-2, 4-6, 6-2                 | 8               |
| 12.  | Даниил Медведев       | 2       | Цинциннати, США              | Хард       | 1/2 финала | 2-6, 6-3, 6-3                 | 7               |
| 13.  | Стефанос Циципас      | 4       | Итоговый турнир ATP          | Хард (зал) | Группа     | 6-4, 6-4                      | 5               |
| 2022 |                       |         |                              |            |            |                               |                 |
| 14.  | Феликс Оже-Альяссим   | 9       | Марсель, Франция             | Хард (зал) | Финал      | 7-5, 7-6(4)                   | 7               |
| 15.  | Новак Джокович        | 1       | Белград, Сербия              | Грунт      | Финал      | 6-2, 6-7(4), 6-0              | 8               |
| 16.  | Кэмерон Норри         | 9       | Открытый чемпионат США       | Хард       | 4-й раунд  | 6-4, 6-4, 6-4                 | 11              |
| 17.  | Даниил Медведев       | 5       | Итоговый турнир ATP          | Хард (зал) | Группа     | 6-7(7), 6-3, 7-6(7)           | 7               |
| 18.  | Стефанос Циципас      | 3       | Итоговый турнир ATP          | Хард (зал) | Группа     | 3-6, 6-3, 6-2                 | 7               |
| 2023 |                       |         |                              |            |            |                               |                 |
| 19.  | Хольгер Руне          | 10      | Открытый чемпионат Австралии | Хард       | 4-й раунд  | 6-3, 3-6, 6-3, 4-6, 7-6(9)    | 6               |
| 20.  | Тейлор Фриц           | 10      | Монте-Карло, Монако          | Грунт      | 1/2 финала | 5-7, 6-1, 6-3                 | 6               |
| 21.  | Хольгер Руне          | 9       | Монте-Карло, Монако          | Грунт      | Финал      | 5-7, 6-2, 7-5                 | 6               |
| 22.  | Каспер Рууд           | 4       | Бостад, Швеция               | Грунт      | Финал      | 7-6(3), 6-0                   | 7               |
| 23.  | Александр Зверев      | 10      | Вена, Австрия                | Хард (зал) | 1/4 финала | 6-1, 6-7(5), 6-3              | 5               |
| 2024 |                       |         |                              |            |            |                               |                 |
| 24.  | Алекс де Минор        | 10      | Открытый чемпионат Австралии | Хард       | 4-й раунд  | 6-4, 6-7(5), 6-7(4), 6-3, 6-0 | 5               |
| 25.  | Карлос Алькарас       | 3       | Мадрид, Испания              | Грунт      | 1/4 финала | 4-6, 6-3, 6-2                 | 8               |
| 26.  | Янник Синнер          | 1       | Монреаль, Канада             | Хард       | 1/4 финала | 6-3, 1-6, 6-2                 | 8               |
| 2025 |                       |         |                              |            |            |                               |                 |
| 27.  | Алекс де Минор        | 8       | Доха, Катар                  | Хард       | 1/4 финала | 6-1, 3-6, 7-6(8)              | 10              |

## Награды
- Орден Дружбы (11 августа 2021 года) — за большой вклад в развитие отечественного спорта, высокие спортивные достижения, волю к победе, стойкость и целеустремленность, проявленные на Играх XXXII Олимпиады 2020 года в городе Токио (Япония)[90].
- Заслуженный мастер спорта России (2021)[91].